# Campionato del mondo rally 2017

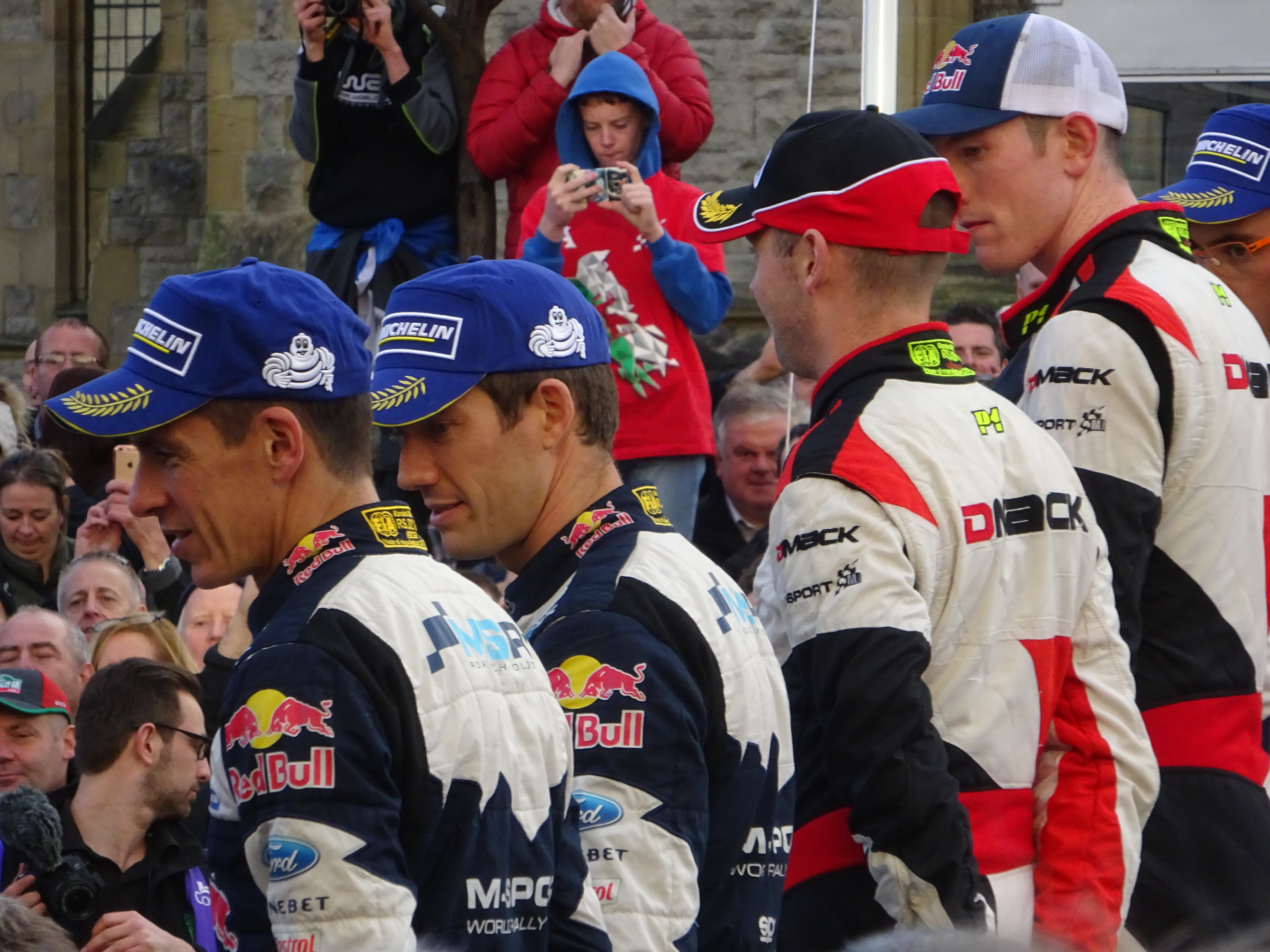
Julien Ingrassia e Sébastien Ogier (primi da sinistra) sul podio del Rally di Gran Bretagna 2017, nel giorno in cui si laurearono campioni del mondo per la quinta volta consecutiva

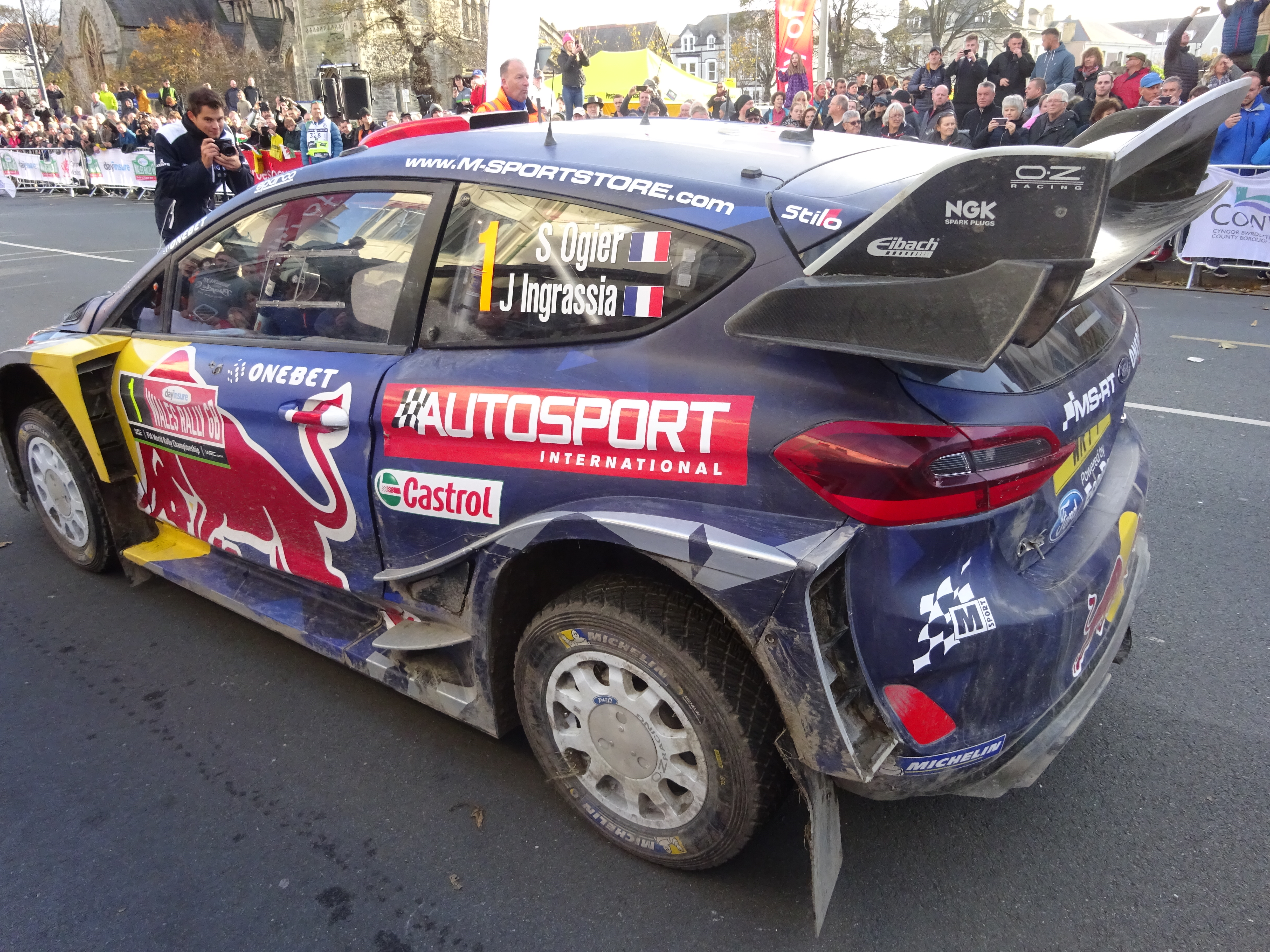
La Ford Fiesta WRC di Ogier e Ingrassia al Rally di Gran Bretagna 2017, nel giorno in cui la scuderia M-Sport si aggiudicò il titolo costruttori 2017

Il campionato del mondo rally 2017 è stata la 45ª edizione del campionato del mondo rally e si è svolto dal 19 gennaio al 19 novembre 2017.
La serie iridata era nuovamente supportata dai campionati WRC-2, WRC-3 e dal neonato Trofeo WRC (dedicato alle sole World Rally Car con specifiche 2016) per ogni tappa, mentre il Mondiale Junior (JWRC) si è disputato a turni selezionati.
La stagione 2017 ha visto revisioni sostanziali alle normative tecniche volte a migliorare le prestazioni delle vetture e offrendo alle squadre di un maggior grado di libertà tecnica e design, innalzando il limite di potenza delle auto a 380 CV, che ha portato ad avere vetture dotate di una sofisticata aerodinamica, in particolare sono aumentate notevolmente le dimensioni dell'ala posteriore ed è stata concessa maggior libertà nella zona del diffusore posteriore; inoltre il limite di peso delle auto è stato leggermente abbassato. Per quanto riguarda i partecipanti, Toyota è tornata alle corse con la Yaris WRC affidando la gestione alla squadra finlandese Gazoo Racing Team guidata da Tommi Mäkinen. Anche Citroën si è ripresentata con la C3 WRC dopo un 2016 in vesti non ufficiali. Sempre presenti Hyundai, con la neonata i20 Coupe WRC e M-Sport con la nuova Ford Fiesta WRC, progettata e costruita interamente dalla scuderia britannica, al contrario Volkswagen ha ufficializzato l'addio alle corse a fine 2016.
Sébastien Ogier e il suo co-pilota Julien Ingrassia erano i campioni in carica, mentre la Volkswagen Motorsport, ritiratasi dalle competizioni al termine della stagione 2016, lo era per i costruttori. Per i francesi la stagione 2017 ha visto la riconferma dei titoli piloti e co-piloti per la quinta volta consecutiva, mentre il campionato marche è stato conquistato della scuderia britannica M-Sport (per cui correvano Ogier e Ingrassia) diretta da Malcolm Wilson, alla sua prima affermazione mondiale per entrambi i titoli, vinti con una gara d'anticipo in Galles.
Il campionato WRC-2 è stato invece vinto dalla coppia svedese composta da Pontus Tidemand e Jonas Andersson alla guida di una Škoda Fabia R5 della scuderia Škoda Motorsport, vincitrice del titolo squadre mentre l'equipaggio spagnolo formato Nils Solans e Miquel Ibáñez Sotos si è aggiudicato sia il mondiale WRC-3 che lo Junior WRC; il titolo WRC-3 per le squadre è andato alla scuderia tedesca ADAC Sachsen E.V. Il neonato Trofeo WRC è stato invece vinto dal greco Jourdan Serderidis su Citroën DS3 WRC e dal suo navigatore Frédéric Miclotte.

## Calendario

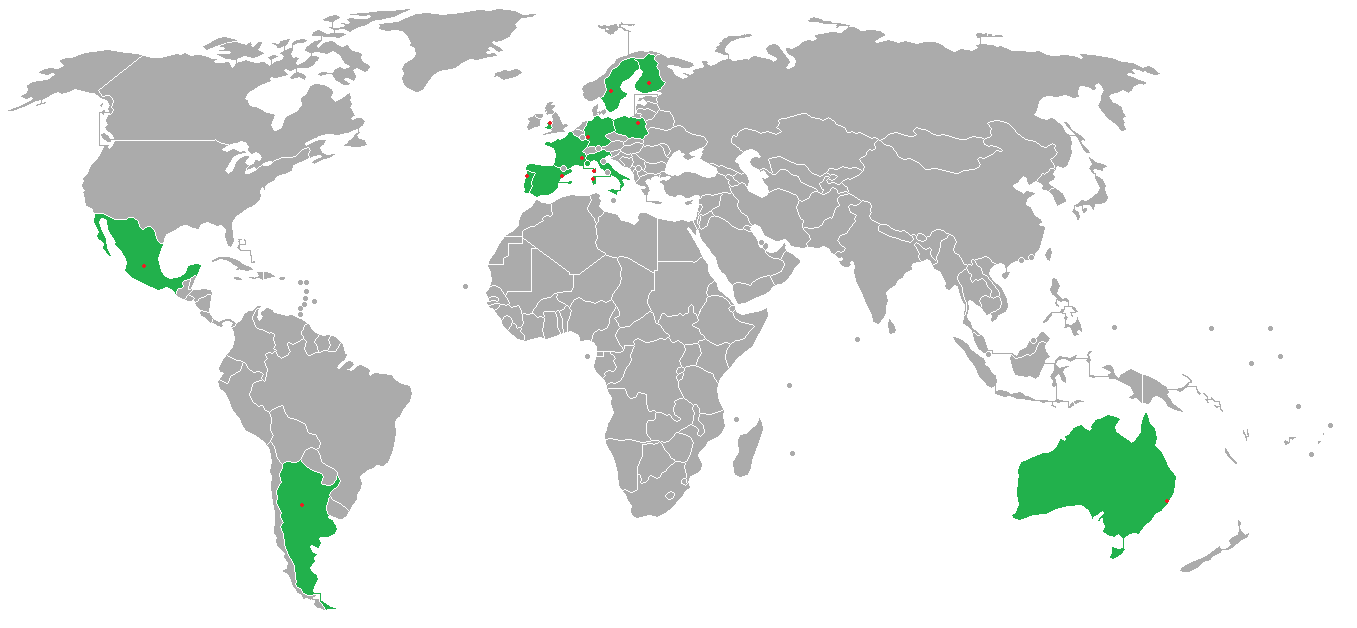
Mappa che illustra le sedi di gara del mondiale 2017

Il campionato, con i suoi tredici appuntamenti, toccò Europa, America e Oceania.
| Tappa | Data                 | Rally                                        | Luogo                               | Superficie       |
| ----- | -------------------- | -------------------------------------------- | ----------------------------------- | ---------------- |
| 1     | 19-22 gennaio        | 85ème Rallye Monte-Carlo                     | Gap, Hautes-Alpes                   | Neve/asfalto     |
| 2     | 9-12 febbraio        | 65th Rally Sweden                            | Torsby, Värmland                    | Neve             |
| 3     | 10-12 marzo          | 31º Rally Guanajuato Corona México           | León, Guanajuato                    | Sterrato         |
| 4     | 7-9 aprile           | 60ème Che Guevara Energy Drink Tour de Corse | Bastia, Corsica                     | Asfalto          |
| 5     | 28-30 aprile         | 36º YPF Rally Argentina                      | Villa Carlos Paz, Córdoba           | Sterrato         |
| 6     | 19-21 maggio         | 51º Vodafone Rally de Portugal               | Matosinhos, Região Norte            | Sterrato         |
| 7     | 8-11 giugno          | 14º Rally Italia Sardegna                    | Alghero, Sardegna                   | Sterrato         |
| 8     | 29 giugno - 2 luglio | 74th ORLEN Rally Poland-Rajd Polski          | Mikołajki, Varmia-Masuria           | Sterrato         |
| 9     | 27-30 luglio         | 67th Neste Rally Finland                     | Jyväskylä, Finlandia centrale       | Sterrato         |
| 10    | 17-20 agosto         | 35. ADAC Rallye Deutschland                  | Bostalsee, Renania-Palatinato       | Asfalto          |
| 11    | 6-8 ottobre          | 53º Rally RACC Catalunya - Rally de España   | Salou, Catalogna                    | Asfalto/sterrato |
| 12    | 27-29 ottobre        | 73nd Dayinsure Wales Rally GB                | Deeside, Galles                     | Sterrato         |
| 13    | 17-19 novembre       | 26th Kennards Hire Rally Australia           | Coffs Harbour, Nuovo Galles del Sud | Sterrato         |

### Cambiamenti nel calendario
La FIA decise di apportare spostamenti e variazioni nel calendario della nuova stagione, al fine di aumentare l'alternanza del fondo sul quale si correva. La decisione è stata presa dopo che sono stati espressi dubbi sul calendario del 2016 che in origine conteneva sei eventi su sterrato consecutivi, seguiti da quattro rally su asfalto. Venne pertanto spostato il Tour de Corse in primavera, inserito come quarta gara del campionato tra i due appuntamenti in terra americana, Argentina e Messico.

## Cambiamenti nel regolamento

### Regolamento tecnico
A partire da questa stagione vennero omologate le cosiddette vetture WRC Plus (o 2017 Spec), più potenti e dotate di vistose appendici aerodinamiche al fine di assicurare un maggiore grip meccanico e una migliore deportanza, facendo tornare alla mente le auto del defunto gruppo B. Sin dal 2016, alcuni addetti ai lavori espressero dei dubbi in merito alla sicurezza, visto che le velocità medie sarebbero aumentate. Alcuni piloti infine avanzarono l'ipotesi che le nuove auto sarebbero state meno spettacolari e divertenti da guidare, proprio a causa della notevole aderenza al suolo assicurata dai nuovi regolamenti.
- La potenza del motore venne aumentata da 300 CV a 380 CV, in accordo con il regolamento delle vetture di classe TC-1 che partecipano al Campionato mondiale Turismo. La coppia massima erogata si aggirava attorno ai 450 Nm.
- Il restrittore del turbo venne aumentato da 33mm a 36mm di diametro mentre la pressione rimase fissata in 2,5 bar.
- Il peso delle vetture venne ridotto di 25 kg, ritoccando la monoscocca.
- Vennero aumentati gli sbalzi all'anteriore e al posteriore, permettendo così di alloggiare appendici aerodinamiche più voluminose. Stesso trattamento fu riservato anche alle fiancate. Regole meno restrittive consentirono inoltre di potenziare il diffusore posteriore sia nella forma che nelle dimensioni e i passaruota, dove furono scavate prese d'aria per i freni molto più efficienti.
- Fu reintrodotto anche il differenziale centrale attivo, abolito nel 2010, e per la prima volta fu permesso l'utilizzo di differenziali elettronici.[8][9]

### Regolamento sportivo
Rispetto alle precedenti stagioni nel 2017 vennero introdotte alcune novità e furono inoltre apportate delle modifiche anche nel regolamento sportivo:
- Ogni costruttore poteva schierare sino a un massimo di tre vetture eleggibili a raccogliere punti per la classifica marche, di cui però soltanto le prime due classificate potevano effettivamente marcare i punti.[10]
- Le scuderie private non potevano utilizzare vetture in configurazione 2017, le quali potevano essere schierate soltanto dai costruttori ufficiali. Venne inoltre abolito l'obbligo per le scuderie di nominare un pilota principale (nel 2016 il pilota designato doveva disputare necessariamente almeno 10 appuntamenti iridati).[11]
- L'ordine di partenza degli equipaggi con priorità P1 (le vetture di classe World Rally Car) è stato leggermente modificato rispetto al 2016 in quanto gli stessi presero il via in accordo con la classifica generale vigente soltanto per la prima giornata (il venerdì) mentre per le restanti due partirono in ordine inverso rispetto alla classifica provvisoria del rally in corso, aggiornata al termine della giornata precedente.[1][12]
- Tutti i concorrenti avevano a disposizione gomme fornite da due costruttori in quanto alla Michelin si affiancò la casa anglo-cinese DMACK.[1]
- Venne istituito il Trofeo WRC per piloti e co-piloti, dedicato agli equipaggi alla guida di vetture WRC con specifiche tecniche 2016 o precedenti. Il campionato prevedeva un massimo di sette partecipazioni ad altrettanti appuntamenti del calendario (a discrezione dei partecipanti), venendo però considerati soltanto i migliori sei risultati conseguiti.[1][12]
- Per il campionato Junior WRC l'organizzatore stipulò un accordo biennale con la M-Sport per l'utilizzo delle Ford Fiesta R2T, prodotte dalla scuderia britannica, abbandonando quindi l'impiego delle Citroën DS3 R3 Max.[1]

## Squadre e piloti
Dei costruttori che parteciparono alla precedente stagione soltanto due erano al via del mondiale 2017: Hyundai e M-Sport, mentre Volkswagen annunciò il proprio ritiro a fine campionato 2016. Ci fu inoltre il ritorno di Citroën, reduce da un anno sabbatico, e quello di Toyota, a 18 anni di distanza dall'ultima apparizione ufficiale nel campionato, che fu nel 1999.

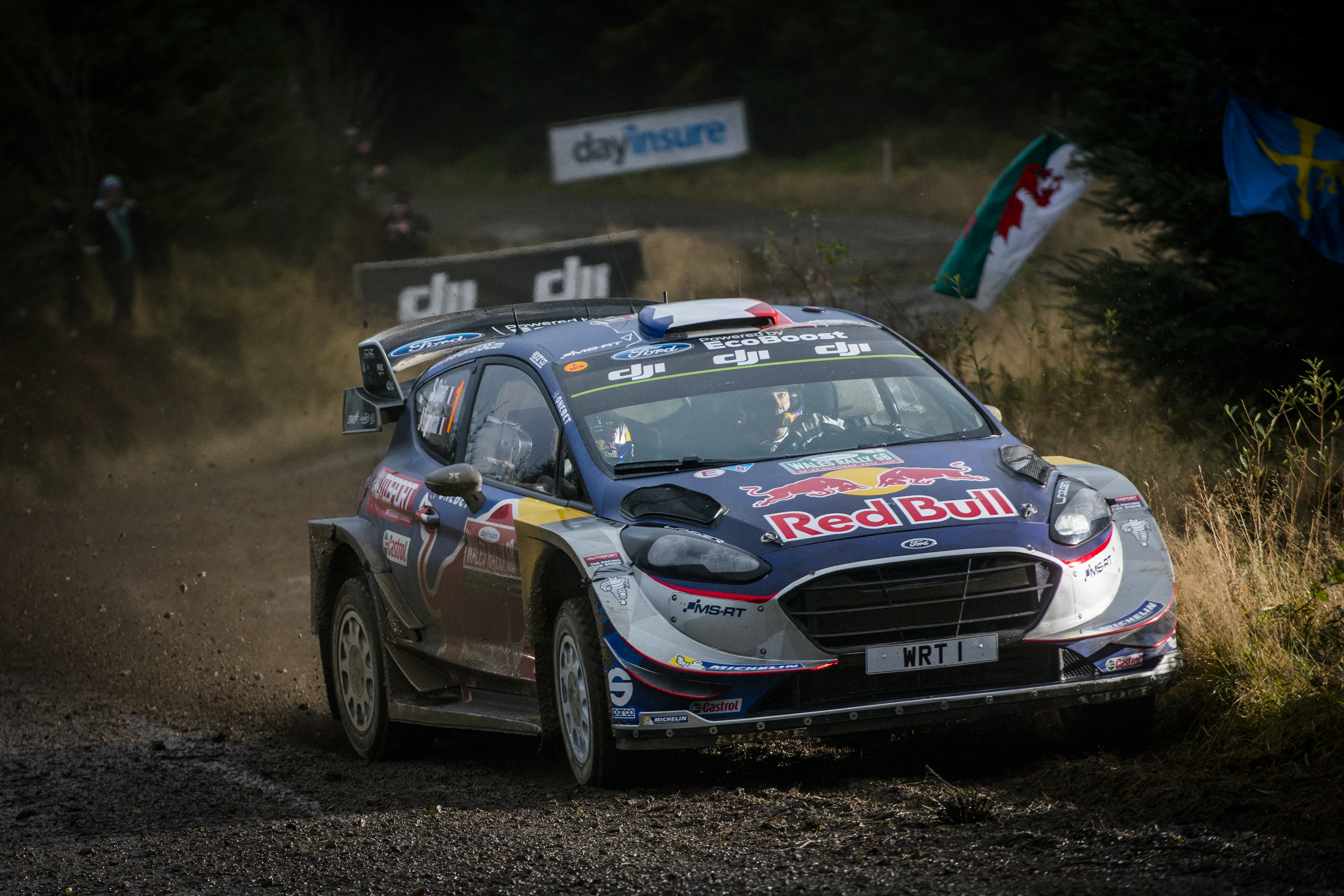
La Ford Fiesta WRC di Sébastien Ogier durante il rally di Gran Bretagna

- M-Sport World Rally Team: la scuderia inglese diretta dall'ex-pilota Malcolm Wilson, riuscì a mettere sotto contratto il quattro volte campione del mondo Sébastien Ogier, conteso sino all'ultimo dagli altri team dopo il clamoroso abbandono di Volkswagen, affiancando al pilota francese l'estone Ott Tänak, promosso a prima guida dopo un 2016 che lo vide impegnato nella categoria WRC-2[14]; a gennaio 2017 venne inoltre ufficializzato l'ingaggio del gallese Elfyn Evans inizialmente in vista del rally di Monte Carlo, consueta tappa di apertura del mondiale rally, al volante di una terza vettura di casa M-Sport sponsorizzata ed equipaggiata dal costruttore di pneumatici DMACK[15]; il pilota britannico disputerà poi l'intera stagione con la vettura numero 3. L'auto impiegata era la nuova Ford Fiesta WRC, costruita interamente nello stabilimento M-Sport in Cumbria, a partire dalla settima serie della compatta americana.

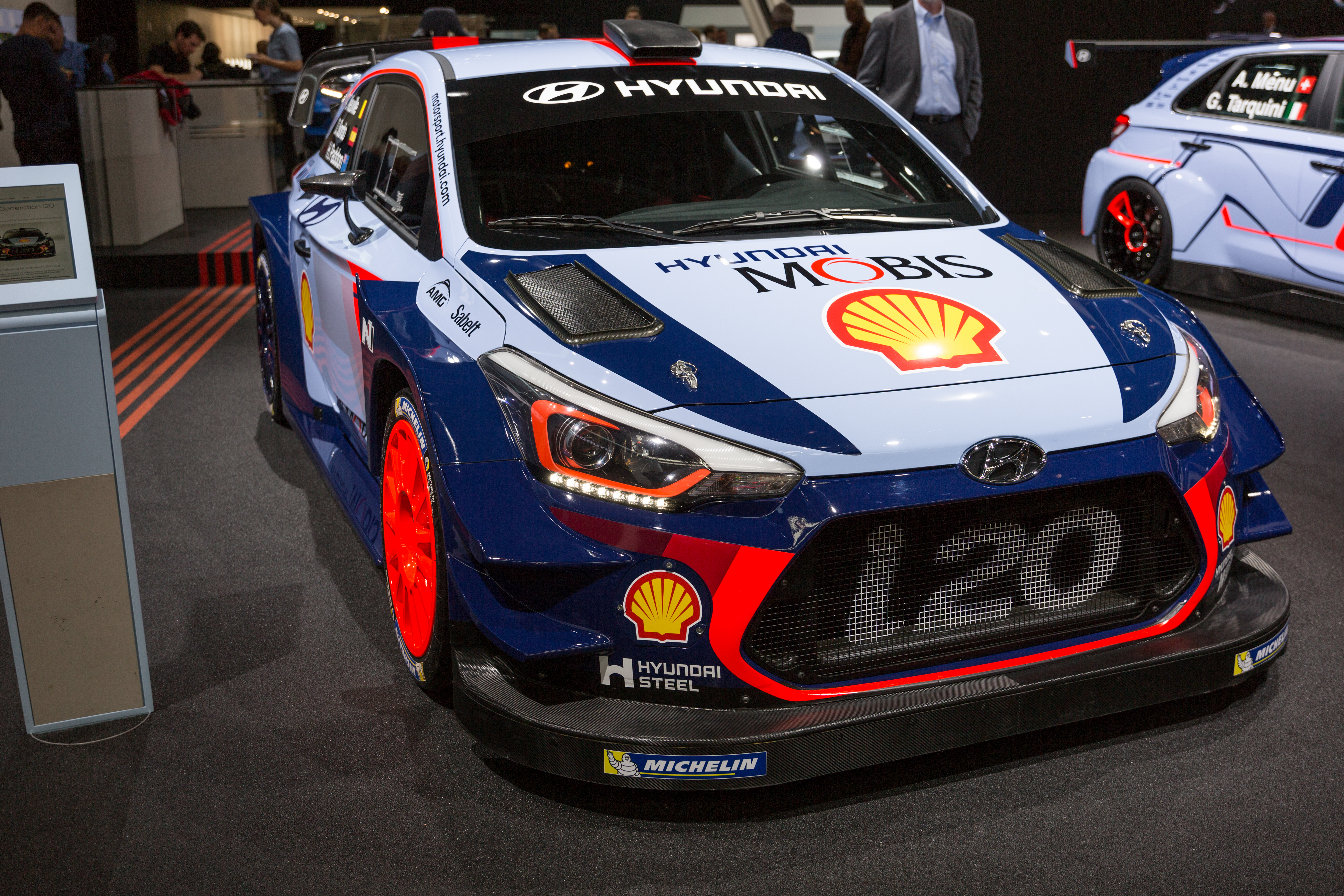
La Hyundai i20 Coupe WRC

- Hyundai Motorsport: la Hyundai confermò come prime guide per il 2017 il belga Thierry Neuville, il neozelandese Hayden Paddon e lo spagnolo Dani Sordo[16], puntando decisamente al titolo piloti con Neuville; nella parte finale della stagione venne inserito in squadra anche il norvegese Andreas Mikkelsen, reduce da alcune gare disputate con Citroën, al quale venne affidata la terza vettura in occasione degli ultimi tre appuntamenti stagionali e con il quale venne inoltre sottoscritto un contratto per le successive due stagioni[17].
L'auto utilizzata dalla casa coreana fu la i20 Coupe WRC, basata sul modello a tre porte della Hyundai i20, segnando quindi un radicale cambiamento anche nella carrozzeria rispetto alla versione a cinque porte utilizzata nel 2016.

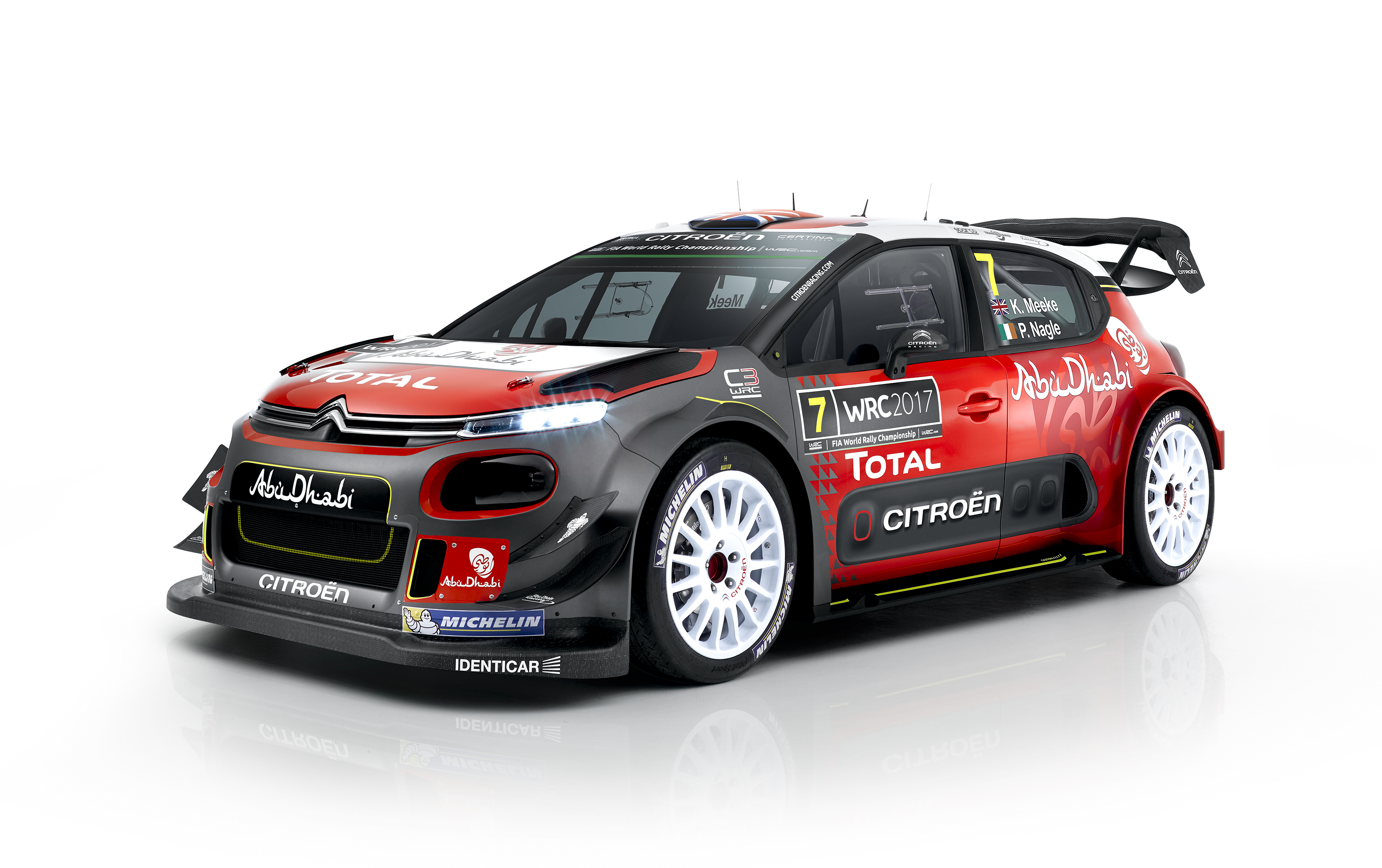
La Citroën C3 WRC

- Citroën Total Abu Dhabi WRT: il marchio francese ritornò stabilmente a competere per il mondiale dopo un anno di pausa trascorso a testare la nuova vettura, la C3 WRC, stipulando un accordo triennale con il nordirlandese Kris Meeke, vincitore di due prove del mondiale 2016 con una DS3 WRC semi-ufficiale e impegnato nello sviluppo della nuova vettura sin dalle prime battute. Ad affiancare il britannico furono il francese Stéphane Lefebvre e l'irlandese Craig Breen, i quali si alternarono alla guida della seconda vettura[18]. Una terza auto venne messa a disposizione dell'emiratino Khalid Al Qassimi a turni selezionati. Verso la metà della stagione venne inoltre ingaggiato Andreas Mikkelsen[19] che sostituì Meeke in Polonia e Lefebvre in altri due appuntamenti, prima di passare definitivamente alla Hyundai.

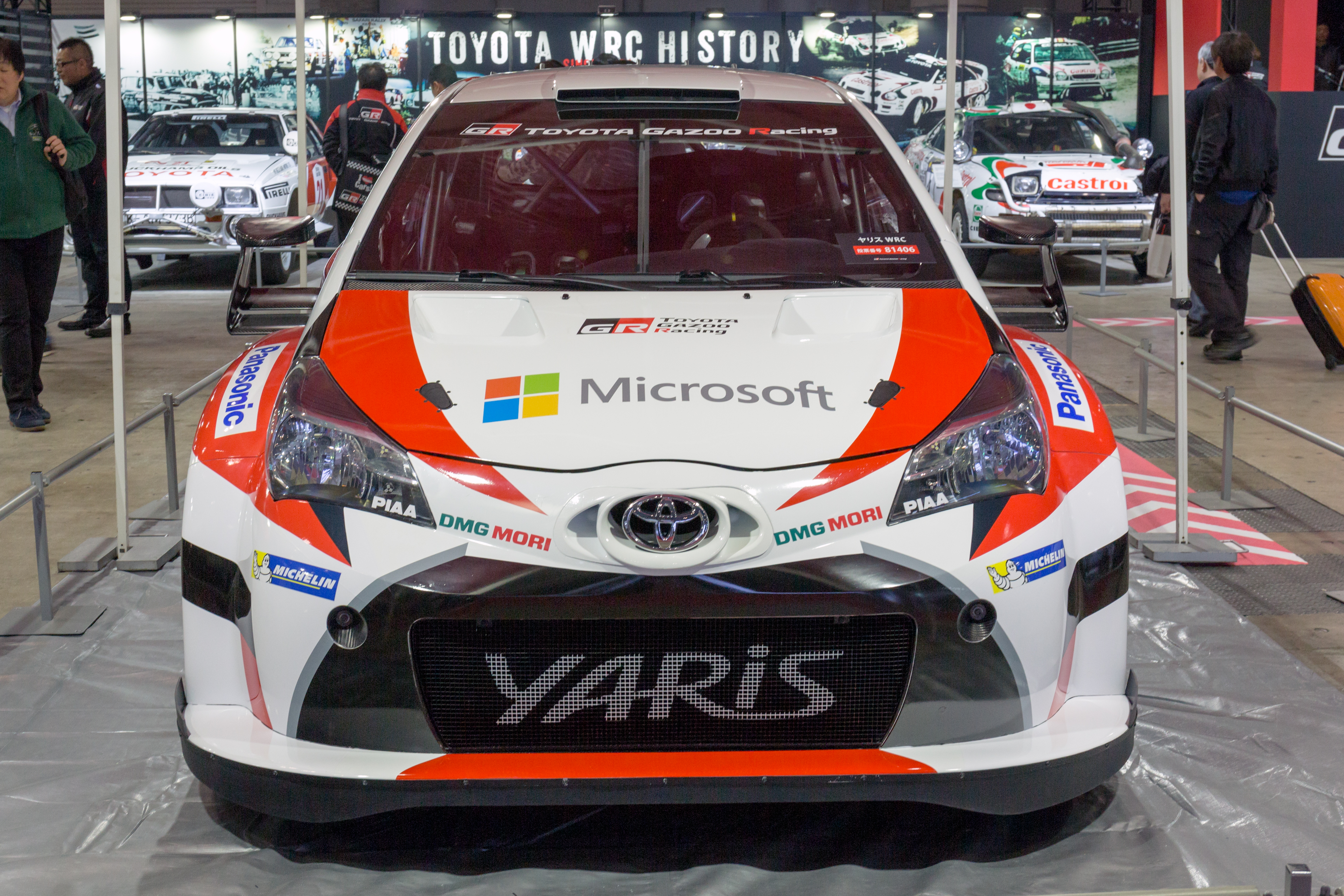
La Toyota Yaris WRC

- Toyota Gazoo Racing WRT: la casa giapponese tornò nel mondiale dopo 18 anni dal suo ritiro, avvenuto nel 1999, affidando la gestione sportiva alla scuderia Toyota Gazoo Racing WRT, diretta dall'ex campione Tommi Mäkinen e con sede in Finlandia. La nuova vettura, la Yaris WRC, venne affidata al finlandese Juho Hänninen, già deputato del grande lavoro di sviluppo e test della nuova auto durante tutto il 2016, al quale venne fatto un contratto per tutto il 2017 è un'opzione per la stagione successiva[20]. Ad affiancare Hänninen venne infine ingaggiato il connazionale Jari-Matti Latvala, anch'egli appiedato dal ritiro della Volkswagen, e come test driver venne inserito anche il giovane Esapekka Lappi, fresco vincitore del titolo WRC-2 nel 2016[21], il quale debutterà ufficialmente a bordo della Yaris WRC al rally del Portogallo e disputerà tutti i rimanenti appuntamenti della stagione 2017 su una terza auto.

### Iscritti WRC
| Squadre iscritte al campionato costruttori         | Squadre iscritte al campionato costruttori | Squadre iscritte al campionato costruttori | Squadre iscritte al campionato costruttori | Squadre iscritte al campionato costruttori | Squadre iscritte al campionato costruttori | Squadre iscritte al campionato costruttori | Squadre iscritte al campionato costruttori |
| Costruttori                                        | Auto                                       | Squadre                                    | Pneumatici                                 | N°                                         | Piloti                                     | Copiloti                                   | Gare                                       |
| -------------------------------------------------- | ------------------------------------------ | ------------------------------------------ | ------------------------------------------ | ------------------------------------------ | ------------------------------------------ | ------------------------------------------ | ------------------------------------------ |
| Ford                                               | Ford Fiesta WRC                            | M-Sport World Rally Team                   | M                                          | 1                                          | Sébastien Ogier                            | Julien Ingrassia                           | Tutte                                      |
| Ford                                               | Ford Fiesta WRC                            | M-Sport World Rally Team                   | M                                          | 2                                          | Ott Tänak                                  | Martin Järveoja                            | Tutte                                      |
| Ford                                               | Ford Fiesta WRC                            | M-Sport World Rally Team                   | D                                          | 3                                          | Elfyn Evans                                | Daniel Barritt                             | Tutte                                      |
| Hyundai                                            | Hyundai i20 Coupe WRC                      | Hyundai Motorsport                         | M                                          | 4                                          | Hayden Paddon                              | John Kennard                               | 1-5                                        |
| Hyundai                                            | Hyundai i20 Coupe WRC                      | Hyundai Motorsport                         | M                                          | 4                                          | Hayden Paddon                              | Sebastian Marshall                         | 6-10, 12-13                                |
| Hyundai                                            | Hyundai i20 Coupe WRC                      | Hyundai Motorsport                         | M                                          | 4                                          | Andreas Mikkelsen                          | Anders Jæger                               | 11                                         |
| Hyundai                                            | Hyundai i20 Coupe WRC                      | Hyundai Motorsport                         | M                                          | 5                                          | Thierry Neuville                           | Nicolas Gilsoul                            | Tutte                                      |
| Hyundai                                            | Hyundai i20 Coupe WRC                      | Hyundai Motorsport                         | M                                          | 6                                          | Dani Sordo                                 | Marc Martí                                 | 1-11                                       |
| Hyundai                                            | Hyundai i20 Coupe WRC                      | Hyundai Motorsport                         | M                                          | 6                                          | Andreas Mikkelsen                          | Anders Jæger                               | 12-13                                      |
| Citroën                                            | Citroën C3 WRC                             | Citroën Total Abu Dhabi WRT                | M                                          | 7                                          | Kris Meeke                                 | Paul Nagle                                 | 1-7, 9-11                                  |
| Citroën                                            | Citroën C3 WRC                             | Citroën Total Abu Dhabi WRT                | M                                          | 7                                          | Andreas Mikkelsen                          | Anders Jæger                               | 8                                          |
| Citroën                                            | Citroën C3 WRC                             | Citroën Total Abu Dhabi WRT                | M                                          | 7                                          | Khalid Al Qassimi                          | Chris Patterson                            | 12                                         |
| Citroën                                            | Citroën C3 WRC                             | Citroën Total Abu Dhabi WRT                | M                                          | 7                                          | Stéphane Lefebvre                          | Gabin Moreau                               | 13                                         |
| Citroën                                            | Citroën C3 WRC                             | Citroën Total Abu Dhabi WRT                | M                                          | 8                                          | Stéphane Lefebvre                          | Gabin Moreau                               | 1, 3, 11                                   |
| Citroën                                            | Citroën C3 WRC                             | Citroën Total Abu Dhabi WRT                | M                                          | 8                                          | Craig Breen                                | Scott Martin                               | 2, 4-8, 10, 12-13                          |
| Citroën                                            | Citroën C3 WRC                             | Citroën Total Abu Dhabi WRT                | M                                          | 8                                          | Khalid Al Qassimi                          | Chris Patterson                            | 9                                          |
| Citroën                                            | Citroën C3 WRC                             | Citroën Total Abu Dhabi WRT                | M                                          | 9                                          | Stéphane Lefebvre                          | Gabin Moreau                               | 4, 6, 8                                    |
| Citroën                                            | Citroën C3 WRC                             | Citroën Total Abu Dhabi WRT                | M                                          | 9                                          | Andreas Mikkelsen                          | Anders Jæger                               | 7, 10                                      |
| Citroën                                            | Citroën C3 WRC                             | Citroën Total Abu Dhabi WRT                | M                                          | 9                                          | Craig Breen                                | Scott Martin                               | 9                                          |
| Citroën                                            | Citroën C3 WRC                             | Citroën Total Abu Dhabi WRT                | M                                          | 9                                          | Khalid Al Qassimi                          | Chris Patterson                            | 11                                         |
| Citroën                                            | Citroën C3 WRC                             | Citroën Total Abu Dhabi WRT                | M                                          | 9                                          | Kris Meeke                                 | Paul Nagle                                 | 12-13                                      |
| Toyota                                             | Toyota Yaris WRC                           | Toyota Gazoo Racing WRT                    | M                                          | 10                                         | Jari-Matti Latvala                         | Miikka Anttila                             | Tutte                                      |
| Toyota                                             | Toyota Yaris WRC                           | Toyota Gazoo Racing WRT                    | M                                          | 11                                         | Juho Hänninen                              | Kaj Lindström                              | 1-12                                       |
| Toyota                                             | Toyota Yaris WRC                           | Toyota Gazoo Racing WRT                    | M                                          | 11                                         | Esapekka Lappi                             | Janne Ferm                                 | 13                                         |
| Toyota                                             | Toyota Yaris WRC                           | Toyota Gazoo Racing WRT                    | M                                          | 12                                         | Esapekka Lappi                             | Janne Ferm                                 | 6-12                                       |
| Ulteriori iscritti non registrati come costruttori |                                            |                                            |                                            |                                            |                                            |                                            |                                            |
| Costruttori                                        | Auto                                       | Squadre                                    | Pneumatici                                 | N°                                         | Piloti                                     | Copiloti                                   | Gare                                       |
| Mini                                               | Mini John Cooper Works WRC                 | Eurolamp World Rally Team                  | M                                          | 12                                         | Valeriy Gorban                             | Sergei Larens                              | 3                                          |
| Mini                                               | Mini John Cooper Works WRC                 | Eurolamp World Rally Team                  | M                                          | 15                                         | Valeriy Gorban                             | Sergei Larens                              | 5                                          |
| Mini                                               | Mini John Cooper Works WRC                 | Eurolamp World Rally Team                  | M                                          | 16                                         | Valeriy Gorban                             | Sergei Larens                              | 2                                          |
| Mini                                               | Mini John Cooper Works WRC                 | Eurolamp World Rally Team                  | M                                          | 20                                         | Valeriy Gorban                             | Sergei Larens                              | 11                                         |
| Mini                                               | Mini John Cooper Works WRC                 | Eurolamp World Rally Team                  | M                                          | 21                                         | Valeriy Gorban                             | Sergei Larens                              | 8-9                                        |
| Mini                                               | Mini John Cooper Works WRC                 | Eurolamp World Rally Team                  | M                                          | 22                                         | Valeriy Gorban                             | Sergei Larens                              | 6                                          |
| Citroën                                            | Citroën C3 WRC                             | Citroën Total Abu Dhabi WRT                | M                                          | 15                                         | Khalid Al Qassimi                          | Chris Patterson                            | 6                                          |
| Citroën                                            | Citroën DS3 WRC                            | Citroën Total Abu Dhabi WRT                | M                                          | 14                                         | Craig Breen                                | Scott Martin                               | 1                                          |
| Citroën                                            | Citroën DS3 WRC                            | Citroën Total Abu Dhabi WRT                | M                                          | 15                                         | Stéphane Lefebvre                          | Gabin Moreau                               | 2                                          |
| Citroën                                            | Citroën DS3 WRC                            | -                                          | M                                          | 15                                         | Jourdan Serderidis                         | Frédéric Miclotte                          | 12                                         |
| Citroën                                            | Citroën DS3 WRC                            | -                                          | M                                          | 16                                         | Jourdan Serderidis                         | Frédéric Miclotte                          | 1                                          |
| Citroën                                            | Citroën DS3 WRC                            | -                                          | M                                          | 21                                         | Jourdan Serderidis                         | Frédéric Miclotte                          | 13                                         |
| Citroën                                            | Citroën DS3 WRC                            | -                                          | M                                          | 22                                         | Jourdan Serderidis                         | Lara Vanneste                              | 8                                          |
| Citroën                                            | Citroën DS3 WRC                            | -                                          | M                                          | 23                                         | Jourdan Serderidis                         | Frédéric Miclotte                          | 10                                         |
| Citroën                                            | Citroën DS3 WRC                            | -                                          | M                                          | 81                                         | Jourdan Serderidis                         | Frédéric Miclotte                          | 11                                         |
| Citroën                                            | Citroën DS3 WRC                            | -                                          | D                                          | 21                                         | Jean-Michel Raoux                          | Isabelle Galmiche                          | 11                                         |
| Citroën                                            | Citroën DS3 WRC                            | -                                          | D                                          | 22                                         | Jean-Michel Raoux                          | Laurent Magat                              | 7, 9-10                                    |
| Citroën                                            | Citroën DS3 WRC                            | -                                          | D                                          | 23                                         | Jean-Michel Raoux                          | Laurent Magat                              | 8                                          |
| Citroën                                            | Citroën DS3 WRC                            | -                                          | D                                          | 23                                         | Jean-Michel Raoux                          | Thomas Escartefigue                        | 6                                          |
| Ford                                               | Ford Fiesta WRC                            | M-Sport World Rally Team                   | M                                          | 14                                         | Mads Østberg                               | Ola Fløene                                 | 2, 5, 7                                    |
| Ford                                               | Ford Fiesta WRC                            | M-Sport World Rally Team                   | D                                          | 14                                         | Mads Østberg                               | Ola Fløene                                 | 6, 8                                       |
| Ford                                               | Ford Fiesta WRC                            | M-Sport World Rally Team                   | D                                          | 14                                         | Mads Østberg                               | Torstein Eriksen                           | 9, 11-12                                   |
| Ford                                               | Ford Fiesta WRC                            | M-Sport World Rally Team                   | M                                          | 14                                         | Armin Kremer                               | Pirmin Winklhofer                          | 10                                         |
| Ford                                               | Ford Fiesta WRC                            | M-Sport World Rally Team                   | M                                          | 15                                         | Teemu Suninen                              | Mikko Markkula                             | 8-9                                        |
| Ford                                               | Ford Fiesta WRC                            | M-Sport World Rally Team                   | M                                          | 37                                         | Lorenzo Bertelli                           | Simone Scattolin                           | 3, 5                                       |
| Ford                                               | Ford Fiesta RS WRC                         | Yazeed Racing                              | M                                          | 20                                         | Yazeed Al-Rajhi                            | Michael Orr                                | 7, 12                                      |
| Ford                                               | Ford Fiesta RS WRC                         | Onebet Jipocar World Rally Team            | D                                          | 21                                         | Martin Prokop                              | Jan Tománek                                | 6-7                                        |
| Ford                                               | Ford Fiesta RS WRC                         | FWRT                                       | M                                          | 37                                         | Lorenzo Bertelli                           | Simone Scattolin                           | 2                                          |
| Ford                                               | Ford Fiesta RS WRC                         | -                                          | M                                          | 81                                         | Armando Pereira                            | Rémi Tutélaire                             | 4                                          |
| Ford                                               | Ford Fiesta RS WRC                         | -                                          | M                                          | 82                                         | Alain Vauthier                             | Stevie Nollet                              | 4                                          |
| Ford                                               | Ford Fiesta RS WRC                         | -                                          | M                                          | 82                                         | Paolo Liceri                               | Salvatore Mendola                          | 7                                          |
| Ford                                               | Ford Fiesta RS WRC                         | -                                          |                                            | 86                                         | Charles Payne                              | Carl Williamson                            | 12                                         |
| Ford                                               | Ford Fiesta RS WRC                         | -                                          | M                                          | 99                                         | Simone Romagna                             | Massimiliano Bosi                          | 7                                          |
| Hyundai                                            | Hyundai i20 Coupe WRC                      | Hyundai Motorsport                         | M                                          | 16                                         | Dani Sordo                                 | Marc Martí                                 | 12                                         |

## Risultati e statistiche
| Gara | Nome rally                                                             | Podio | Podio | Podio                             | Podio                                        | Podio     | Statistiche | Statistiche           | Statistiche | Statistiche |
| Gara | Nome rally                                                             | Pos.  | N°    | Pilota                            | Squadra                                      | Tempo     | Speciali    | Lunghezza             | Partiti     | Arrivati    |
| ---- | ---------------------------------------------------------------------- | ----- | ----- | --------------------------------- | -------------------------------------------- | --------- | ----------- | --------------------- | ----------- | ----------- |
| 1    | 85ème Rallye Monte-Carlo (19-22 gennaio) — Resoconto                   | 1     | 1     | Sébastien Ogier Julien Ingrassia  | M-Sport World Rally Team (Ford Fiesta WRC)   | 4h00'03"6 | (17) 15     | (382,65 km) 355,90 km | 76          | 54          |
| 1    | 85ème Rallye Monte-Carlo (19-22 gennaio) — Resoconto                   | 2     | 10    | Jari-Matti Latvala Miikka Anttila | Toyota Gazoo Racing WRT (Toyota Yaris WRC)   | +2'15"0   | (17) 15     | (382,65 km) 355,90 km | 76          | 54          |
| 1    | 85ème Rallye Monte-Carlo (19-22 gennaio) — Resoconto                   | 3     | 2     | Ott Tänak Martin Järveoja         | M-Sport World Rally Team (Ford Fiesta WRC)   | +2'57"8   | (17) 15     | (382,65 km) 355,90 km | 76          | 54          |
|      |                                                                        |       |       |                                   |                                              |           |             |                       |             |             |
| 2    | 65th Rally Sweden (9-12 febbraio) — Resoconto                          | 1     | 10    | Jari-Matti Latvala Miikka Anttila | Toyota Gazoo Racing WRT (Toyota Yaris WRC)   | 2h36'03"6 | (18) 17     | (331,74 km) 300,14 km | 46          | 32          |
| 2    | 65th Rally Sweden (9-12 febbraio) — Resoconto                          | 2     | 2     | Ott Tänak Martin Järveoja         | M-Sport World Rally Team (Ford Fiesta WRC)   | +29"2     | (18) 17     | (331,74 km) 300,14 km | 46          | 32          |
| 2    | 65th Rally Sweden (9-12 febbraio) — Resoconto                          | 3     | 1     | Sébastien Ogier Julien Ingrassia  | M-Sport World Rally Team (Ford Fiesta WRC)   | +59"5     | (18) 17     | (331,74 km) 300,14 km | 46          | 32          |
|      |                                                                        |       |       |                                   |                                              |           |             |                       |             |             |
| 3    | 31º Rally Guanajuato Corona México (9-12 marzo) — Resoconto            | 1     | 7     | Kris Meeke Paul Nagle             | Citroën Total Abu Dhabi WRT (Citroën C3 WRC) | 3h22'04"6 | (20) 18     | (370,46 km) 298,88 km | 29          | 22          |
| 3    | 31º Rally Guanajuato Corona México (9-12 marzo) — Resoconto            | 2     | 1     | Sébastien Ogier Julien Ingrassia  | M-Sport World Rally Team (Ford Fiesta WRC)   | +13"8     | (20) 18     | (370,46 km) 298,88 km | 29          | 22          |
| 3    | 31º Rally Guanajuato Corona México (9-12 marzo) — Resoconto            | 3     | 5     | Thierry Neuville Nicolas Gilsoul  | Hyundai Motorsport (Hyundai i20 Coupe WRC)   | +59"7     | (20) 18     | (370,46 km) 298,88 km | 29          | 22          |
|      |                                                                        |       |       |                                   |                                              |           |             |                       |             |             |
| 4    | 60éme Che Guevara Energy Drink Tour de Corse (7-9 aprile) — Resoconto  | 1     | 5     | Thierry Neuville Nicolas Gilsoul  | Hyundai Motorsport (Hyundai i20 Coupe WRC)   | 3h22'53"4 | 10          | 316,80 km             | 83          | 58          |
| 4    | 60éme Che Guevara Energy Drink Tour de Corse (7-9 aprile) — Resoconto  | 2     | 1     | Sébastien Ogier Julien Ingrassia  | M-Sport World Rally Team (Ford Fiesta WRC)   | +54"7     | 10          | 316,80 km             | 83          | 58          |
| 4    | 60éme Che Guevara Energy Drink Tour de Corse (7-9 aprile) — Resoconto  | 3     | 6     | Dani Sordo Marc Martí             | Hyundai Motorsport (Hyundai i20 Coupe WRC)   | +56"0     | 10          | 316,80 km             | 83          | 58          |
|      |                                                                        |       |       |                                   |                                              |           |             |                       |             |             |
| 5    | 37º YPF Rally Argentina (27-30 aprile) — Resoconto                     | 1     | 5     | Thierry Neuville Nicolas Gilsoul  | Hyundai Motorsport (Hyundai i20 Coupe WRC)   | 3h38'10"6 | 18          | 357,59 km             | 26          | 17          |
| 5    | 37º YPF Rally Argentina (27-30 aprile) — Resoconto                     | 2     | 3     | Elfyn Evans Daniel Barritt        | M-Sport World Rally Team (Ford Fiesta WRC)   | +0"7      | 18          | 357,59 km             | 26          | 17          |
| 5    | 37º YPF Rally Argentina (27-30 aprile) — Resoconto                     | 3     | 2     | Ott Tänak Martin Järveoja         | M-Sport World Rally Team (Ford Fiesta WRC)   | +29"9     | 18          | 357,59 km             | 26          | 17          |
|      |                                                                        |       |       |                                   |                                              |           |             |                       |             |             |
| 6    | 51º Vodafone Rally de Portugal (18-21 maggio) — Resoconto              | 1     | 1     | Sébastien Ogier Julien Ingrassia  | M-Sport World Rally Team (Ford Fiesta WRC)   | 3h42'55"7 | 19          | 349,17 km             | 65          | 45          |
| 6    | 51º Vodafone Rally de Portugal (18-21 maggio) — Resoconto              | 2     | 5     | Thierry Neuville Nicolas Gilsoul  | Hyundai Motorsport (Hyundai i20 Coupe WRC)   | +15"6     | 19          | 349,17 km             | 65          | 45          |
| 6    | 51º Vodafone Rally de Portugal (18-21 maggio) — Resoconto              | 3     | 6     | Dani Sordo Marc Martí             | Hyundai Motorsport (Hyundai i20 Coupe WRC)   | +1'01"7   | 19          | 349,17 km             | 65          | 45          |
|      |                                                                        |       |       |                                   |                                              |           |             |                       |             |             |
| 7    | 14º Rally Italia-Sardegna (8-11 giugno) — Resoconto                    | 1     | 2     | Ott Tänak Martin Järveoja         | M-Sport World Rally Team (Ford Fiesta WRC)   | 3h25'15"1 | 19          | 312,66 km             | 55          | 41          |
| 7    | 14º Rally Italia-Sardegna (8-11 giugno) — Resoconto                    | 2     | 10    | Jari-Matti Latvala Miikka Anttila | Toyota Gazoo Racing WRT (Toyota Yaris WRC)   | +12"3     | 19          | 312,66 km             | 55          | 41          |
| 7    | 14º Rally Italia-Sardegna (8-11 giugno) — Resoconto                    | 3     | 5     | Thierry Neuville Nicolas Gilsoul  | Hyundai Motorsport (Hyundai i20 Coupe WRC)   | +1'07"7   | 19          | 312,66 km             | 55          | 41          |
|      |                                                                        |       |       |                                   |                                              |           |             |                       |             |             |
| 8    | 74th ORLEN Rally Poland-Rajd Polski (29 giugno - 2 luglio) — Resoconto | 1     | 5     | Thierry Neuville Nicolas Gilsoul  | Hyundai Motorsport (Hyundai i20 Coupe WRC)   | 2h40'46"1 | (23) 22     | (326,64 km) 318,74 km | 47          | 40          |
| 8    | 74th ORLEN Rally Poland-Rajd Polski (29 giugno - 2 luglio) — Resoconto | 2     | 4     | Hayden Paddon Sebastian Marshall  | Hyundai Motorsport (Hyundai i20 Coupe WRC)   | +1'23"9   | (23) 22     | (326,64 km) 318,74 km | 47          | 40          |
| 8    | 74th ORLEN Rally Poland-Rajd Polski (29 giugno - 2 luglio) — Resoconto | 3     | 1     | Sébastien Ogier Julien Ingrassia  | M-Sport World Rally Team (Ford Fiesta WRC)   | +2'20"8   | (23) 22     | (326,64 km) 318,74 km | 47          | 40          |
|      |                                                                        |       |       |                                   |                                              |           |             |                       |             |             |
| 9    | 67th Neste Rally Finland (27-30 luglio) — Resoconto                    | 1     | 12    | Esapekka Lappi Janne Ferm         | Toyota Gazoo Racing WRT (Toyota Yaris WRC)   | 2h29'26"9 | 25          | 315,63 km             | 61          | 42          |
| 9    | 67th Neste Rally Finland (27-30 luglio) — Resoconto                    | 2     | 3     | Elfyn Evans Daniel Barritt        | M-Sport World Rally Team (Ford Fiesta WRC)   | +36"0     | 25          | 315,63 km             | 61          | 42          |
| 9    | 67th Neste Rally Finland (27-30 luglio) — Resoconto                    | 3     | 11    | Juho Hänninen Kaj Lindström       | Toyota Gazoo Racing WRT (Toyota Yaris WRC)   | +36"3     | 25          | 315,63 km             | 61          | 42          |
|      |                                                                        |       |       |                                   |                                              |           |             |                       |             |             |
| 10   | 35. ADAC Rallye Deutschland (17-20 agosto) — Resoconto                 | 1     | 2     | Ott Tänak Martin Järveoja         | M-Sport World Rally Team (Ford Fiesta WRC)   | 2h57'31"7 | 21          | 311,22 km             | 62          | 54          |
| 10   | 35. ADAC Rallye Deutschland (17-20 agosto) — Resoconto                 | 2     | 9     | Andreas Mikkelsen Anders Jæger    | Citroën Total Abu Dhabi WRT (Citroën C3 WRC) | +16"4     | 21          | 311,22 km             | 62          | 54          |
| 10   | 35. ADAC Rallye Deutschland (17-20 agosto) — Resoconto                 | 3     | 1     | Sébastien Ogier Julien Ingrassia  | M-Sport World Rally Team (Ford Fiesta WRC)   | +30"4     | 21          | 311,22 km             | 62          | 54          |
|      |                                                                        |       |       |                                   |                                              |           |             |                       |             |             |
| 11   | 53º Rally RACC Catalunya - Rally de España (6-8 ottobre) — Resoconto   | 1     | 7     | Kris Meeke Paul Nagle             | Citroën Total Abu Dhabi WRT (Citroën C3 WRC) | 3h01'21"1 | 19          | 312,02 km             | 70          | 53          |
| 11   | 53º Rally RACC Catalunya - Rally de España (6-8 ottobre) — Resoconto   | 2     | 1     | Sébastien Ogier Julien Ingrassia  | M-Sport World Rally Team (Ford Fiesta WRC)   | +28"0     | 19          | 312,02 km             | 70          | 53          |
| 11   | 53º Rally RACC Catalunya - Rally de España (6-8 ottobre) — Resoconto   | 3     | 2     | Ott Tänak Martin Järveoja         | M-Sport World Rally Team (Ford Fiesta WRC)   | +33"0     | 19          | 312,02 km             | 70          | 53          |
|      |                                                                        |       |       |                                   |                                              |           |             |                       |             |             |
| 12   | 73rd Dayinsure Wales Rally GB (26-29 ottobre) — Resoconto              | 1     | 3     | Elfyn Evans Daniel Barritt        | M-Sport World Rally Team (Ford Fiesta WRC)   | 2h57'00"6 | 21          | 304,36 km             | 75          | 65          |
| 12   | 73rd Dayinsure Wales Rally GB (26-29 ottobre) — Resoconto              | 2     | 5     | Thierry Neuville Nicolas Gilsoul  | Hyundai Motorsport (Hyundai i20 Coupe WRC)   | +37"3     | 21          | 304,36 km             | 75          | 65          |
| 12   | 73rd Dayinsure Wales Rally GB (26-29 ottobre) — Resoconto              | 3     | 1     | Sébastien Ogier Julien Ingrassia  | M-Sport World Rally Team (Ford Fiesta WRC)   | +45"2     | 21          | 304,36 km             | 75          | 65          |
|      |                                                                        |       |       |                                   |                                              |           |             |                       |             |             |
| 13   | 26th Kennards Hire Rally Australia (17-19 novembre) — Resoconto        | 1     | 5     | Thierry Neuville Nicolas Gilsoul  | Hyundai Motorsport (Hyundai i20 Coupe WRC)   | 2h35'44"8 | (21) 19     | (318,33 km) 287,53 km | 34          | 33          |
| 13   | 26th Kennards Hire Rally Australia (17-19 novembre) — Resoconto        | 2     | 2     | Ott Tänak Martin Järveoja         | M-Sport World Rally Team (Ford Fiesta WRC)   | +22"5     | (21) 19     | (318,33 km) 287,53 km | 34          | 33          |
| 13   | 26th Kennards Hire Rally Australia (17-19 novembre) — Resoconto        | 3     | 4     | Hayden Paddon Sebastian Marshall  | Hyundai Motorsport (Hyundai i20 Coupe WRC)   | +59"1     | (21) 19     | (318,33 km) 287,53 km | 34          | 33          |

## Classifiche

### Punteggio
Il punteggio è sostanzialmente rimasto inalterato rispetto alla passata edizione. Gli unici cambiamenti sono inerenti al punteggio della power stage, dove vengono assegnati 5 punti al vincitore, 4 al secondo, 3 al terzo, 2 al quarto e 1 al quinto.
| Posizione finale | 1ª | 2ª | 3ª | 4ª | 5ª | 6ª | 7ª | 8ª | 9ª | 10ª |
| Punti            | 25 | 18 | 15 | 12 | 10 | 8  | 6  | 4  | 2  | 1   |

| Posizione nella power stage | 1ª | 2ª | 3ª | 4ª | 5ª |
| Punti                       | 5  | 4  | 3  | 2  | 1  |

### Classifica piloti
| Pos. | Pilota              | MON | SWE | MEX | FRA | ARG | POR | ITA | POL | FIN | DEU | ESP | GBR | AUS | Punti |
| ---- | ------------------- | --- | --- | --- | --- | --- | --- | --- | --- | --- | --- | --- | --- | --- | ----- |
| 1    | Sébastien Ogier     | 1   | 32  | 2   | 2   | 4   | 15  | 53  | 32  | Rit | 34  | 23  | 34  | 41  | 232   |
| 2    | Thierry Neuville    | 151 | 133 | 31  | 15  | 1   | 2   | 34  | 15  | 63  | 44  | Rit | 21  | 1   | 208   |
| 3    | Ott Tänak           | 3   | 2   | 43  | 11  | 3   | 41  | 1   | Rit | 71  | 1   | 34  | 6   | 2   | 191   |
| 4    | Jari-Matti Latvala  | 2   | 1   | 64  | 41  | 5   | 9   | 25  | 201 | 214 | 53  | Rit | 53  | Rit | 136   |
| 5    | Elfyn Evans         | 64  | 6   | 9   | 21  | 2   | 63  | Rit | 8   | 2   | 6   | 7   | 1   | 5   | 128   |
| 6    | Dani Sordo          | 45  | 4   | 85  | 34  | 8   | 3   | 122 | 4   | 9   | 341 | 151 | 10  |     | 95    |
| 7    | Kris Meeke          | Rit | 124 | 1   | Rit | Rit | 18  | Rit |     | 8   | Rit | 12  | 72  | 75  | 77    |
| 8    | Hayden Paddon       | Rit | 75  | 5   | 6   | 6   | 29  | Rit | 2   | Rit | 8   |     | 8   | 3   | 74    |
| 9    | Juho Hänninen       | 163 | 23  | 7   | Rit | 7   | 7   | 6   | 10  | 35  | 4   | 45  | Rit |     | 71    |
| 10   | Craig Breen         | 5   | 5   |     | 53  | Rit | 5   | 25  | 11  | 5   | 5   |     | 15  | Rit | 64    |
| 11   | Esapekka Lappi      |     |     |     |     |     | 104 | 41  | Rit | 1   | 292 | Rit | 9   | 63  | 62    |
| 12   | Andreas Mikkelsen   | 7   |     |     | 7   |     | Rit | 8   | 93  |     | 2   | 18  | 45  | 134 | 54    |
| 13   | Stéphane Lefebvre   | 92  | 8   | 15  | 50  |     | 13  |     | 54  |     |     | 6   |     | Rit | 30    |
| 14   | Teemu Suninen       |     | 10  |     | 8   |     | 12  |     | 6   | 4   | 16  | 8   | 31  |     | 29    |
| 15   | Mads Østberg        |     | 15  |     | Rit | 9   | 8   | 7   | 7   | 10  | WD  | 5   | 38  |     | 29    |
| 16   | Jan Kopecký         | 8   |     |     | 16  |     |     | 10  |     |     | 11  | 9   |     |     | 7     |
| 17   | Pontus Tidemand     | 11  | 9   | 10  |     | 10  | 11  |     | 13  |     | 12  |     | 11  |     | 4     |
| 18   | Richie Dalton       |     |     |     |     |     |     |     |     |     |     |     |     | 9   | 4     |
| 19   | Eric Camilli        |     |     |     |     |     |     | 9   | 14  | 12  | 10  | 16  | 12  |     | 3     |
| 20   | Stéphane Sarrazin   |     |     |     | 9   |     |     |     |     |     |     |     |     |     | 2     |
| 21   | Armin Kremer        | Rit |     |     |     |     |     |     |     |     | 9   |     |     |     | 2     |
| 22   | Jourdan Serderidis  | 29  |     |     |     |     |     |     | 30  |     | 25  | 33  | 42  | 11  | 2     |
| 23   | Ole Christian Veiby |     | 11  |     | 14  |     |     | 11  | 12  | Rit |     | 10  | 37  |     | 1     |
| 24   | Yohan Rossel        |     |     |     | 10  |     | 38  | 15  |     |     | 41  |     |     |     | 1     |
| 25   | Bryan Bouffier      | 10  |     |     | Rit |     |     |     |     |     |     |     |     |     | 1     |
| 26   | Kalle Rovanperä     |     |     |     |     |     |     |     |     |     |     |     | 35  | 12  | 1     |

| Colore  | Risultato                |
| ------- | ------------------------ |
| Oro     | Vincitore                |
| Argento | 2º posto                 |
| Bronzo  | 3º posto                 |
| Verde   | Finito a punti           |
| Blu     | Finito senza punti       |
| Blu     | Non classificato (NC)    |
| Viola   | Ritirato (Rit)           |
| Nero    | Squalificato (SQ)        |
| Nero    | Escluso (ES)             |
| Bianco  | Non ha gareggiato        |
| Bianco  | Iscrizione ritirata (WD) |
| Bianco  | Non partito (NP)         |
| Bianco  | Gara cancellata (C)      |

### Classifica copiloti
| Pos. | Copilota               | MON | SWE | MEX | FRA | ARG | POR | ITA | POL | FIN | DEU | ESP | GBR | AUS | Punti |
| ---- | ---------------------- | --- | --- | --- | --- | --- | --- | --- | --- | --- | --- | --- | --- | --- | ----- |
| 1    | Julien Ingrassia       | 1   | 32  | 2   | 2   | 4   | 15  | 53  | 32  | Rit | 34  | 23  | 34  | 41  | 232   |
| 2    | Nicolas Gilsoul        | 151 | 133 | 31  | 15  | 1   | 2   | 34  | 15  | 63  | 44  | Rit | 21  | 1   | 208   |
| 3    | Martin Järveoja        | 3   | 2   | 43  | 11  | 3   | 41  | 1   | Rit | 71  | 1   | 34  | 6   | 2   | 191   |
| 4    | Miikka Anttila         | 2   | 1   | 64  | 41  | 5   | 9   | 25  | 201 | 214 | 53  | Rit | 53  | Rit | 136   |
| 5    | Daniel Barritt         | 64  | 6   | 9   | 21  | 2   | 63  | Rit | 8   | 2   | 6   | 7   | 1   | 5   | 128   |
| 6    | Marc Martí             | 45  | 4   | 85  | 34  | 8   | 3   | 122 | 4   | 9   | 341 | 151 | 10  |     | 95    |
| 7    | Paul Nagle             | Rit | 124 | 1   | Rit | Rit | 18  | Rit |     | 8   | Rit | 12  | 72  | 75  | 77    |
| 8    | Kaj Lindström          | 163 | 23  | 7   | Rit | 7   | 7   | 6   | 10  | 35  | 4   | 45  | Rit |     | 71    |
| 9    | Scott Martin           | 5   | 5   |     | 53  | Rit | 5   | 25  | 11  | 5   | 5   |     | 15  | Rit | 64    |
| 10   | Janne Ferm             |     |     |     |     |     | 104 | 41  | Rit | 1   | 292 | Rit | 9   | 63  | 62    |
| 11   | Anders Jæger           | 7   |     |     | 7   |     | Rit | 8   | 93  |     | 2   | 18  | 45  | 134 | 54    |
| 12   | Sebastian Marshall     |     |     |     |     |     | Rit | Rit | 2   | Rit | 8   |     | 8   | 3   | 41    |
| 13   | John Kennard           | Rit | 75  | 5   | 6   | 6   |     |     |     |     |     |     |     |     | 33    |
| 14   | Gabin Moreau           | 92  | 8   | 15  | 50  |     | 13  |     | 54  |     |     | 6   |     | Rit | 30    |
| 15   | Mikko Markkula         |     | 10  |     | 8   |     | 12  |     | 6   | 4   | 16  | 8   | 31  |     | 29    |
| 16   | Ola Fløene             |     | 15  |     | Rit | 9   | 8   | 7   | 7   |     | 19  | WD  | Rit |     | 18    |
| 17   | Torstein Eriksen       |     |     |     |     |     |     |     |     | 10  | WD  | 5   |     |     | 11    |
| 18   | Pavel Dresler          | 8   |     |     | 16  |     |     | 10  |     |     | 11  | 9   |     |     | 7     |
| 19   | Jonas Andersson        | 11  | 9   | 10  |     | 10  | 11  |     | 13  |     | 12  |     | 11  |     | 4     |
| 20   | John Allen             |     |     |     |     |     |     |     |     |     |     |     |     | 8   | 4     |
| 21   | Benjamin Veillas       |     |     |     |     |     |     | 9   | 14  |     | 10  | 16  | 12  |     | 3     |
| 22   | Jacques-Julien Renucci |     |     |     | 9   |     |     |     |     |     |     |     |     |     | 2     |
| 23   | Pirmin Winklhofer      | Rit |     |     |     |     |     |     |     |     | 9   |     |     |     | 2     |
| 24   | Frédéric Miclotte      | 29  |     |     |     |     |     |     |     |     | 25  | 33  | 42  | 11  | 2     |
| 25   | Stig Rune Skjærmoen    |     | 11  |     | 14  |     |     | 11  | 12  | Rit |     | 10  |     |     | 1     |
| 26   | Benoît Fulcrand        |     |     |     | 10  |     | 38  | 15  |     |     |     |     |     |     | 1     |
| 27   | Denis Giraudet         | 10  |     |     | Rit |     |     |     |     |     |     |     |     |     | 1     |
| 28   | Jonne Halttunen        |     |     |     |     |     |     |     |     |     |     |     | 35  | 12  | 1     |

| Colore  | Risultato                |
| ------- | ------------------------ |
| Oro     | Vincitore                |
| Argento | 2º posto                 |
| Bronzo  | 3º posto                 |
| Verde   | Finito a punti           |
| Blu     | Finito senza punti       |
| Blu     | Non classificato (NC)    |
| Viola   | Ritirato (Rit)           |
| Nero    | Squalificato (SQ)        |
| Nero    | Escluso (ES)             |
| Bianco  | Non ha gareggiato        |
| Bianco  | Iscrizione ritirata (WD) |
| Bianco  | Non partito (NP)         |
| Bianco  | Gara cancellata (C)      |

### Classifica costruttori WRC
A partire da questa stagione ogni squadra iscritta al campionato WRC potrà nominare anche più di due vetture eleggibili a raccogliere punti per la classifica marche, fermo restando che soltanto le migliori due classificate marcheranno poi i punti per la classifica costruttori.
| Pos. | Costruttori                 | N° vettura | MON | SWE | MEX | FRA | ARG | POR | ITA | POL | FIN | DEU | ESP | GBR | AUS | Punti |
| ---- | --------------------------- | ---------- | --- | --- | --- | --- | --- | --- | --- | --- | --- | --- | --- | --- | --- | ----- |
| 1    | M-Sport World Rally Team    | 1          | 1   | 3   | 2   | 2   | NC  | 1   | 5   | 3   | Rit | 3   | 2   | 3   | 4   | 428   |
| 1    | M-Sport World Rally Team    | 2          | 3   | 2   | 4   | 6   | 3   | 4   | 1   | Rit | 6   | 1   | 3   | NC  | 2   | 428   |
| 1    | M-Sport World Rally Team    | 3          | NC  | NC  | NC  | NC  | 2   | NC  | Rit | 5   | 2   | NC  | NC  | 1   | NC  | 428   |
| 2    | Hyundai Motorsport          | 4          | Rit | 6   | 5   | NC  | 6   | Rit | Rit | 2   | Rit | 7   | 7   | NC  | 3   | 345   |
| 2    | Hyundai Motorsport          | 5          | 6   | NC  | 3   | 1   | 1   | 2   | 3   | 1   | 5   | NC  | Rit | 2   | 1   | 345   |
| 2    | Hyundai Motorsport          | 6          | 4   | 4   | NC  | 3   | NC  | 3   | 7   | NC  | 8   | 8   | 6   | 4   | NC  | 345   |
| 3    | Toyota GAZOO Racing WRC     | 10         | 2   | 1   | 6   | 4   | 5   | 7   | 2   | 8   | NC  | 6   | Rit | 5   | Rit | 257   |
| 3    | Toyota GAZOO Racing WRC     | 11         | 7   | 8   | 7   | Rit | 7   | 6   | NC  | 7   | 3   | 4   | 4   | Rit | 5   | 257   |
| 3    | Toyota GAZOO Racing WRC     | 12         |     |     |     |     |     | NC  | 4   | Rit | 1   | NC  | Rit | 7   |     | 257   |
| 4    | Citroën Total Abu Dhabi WRT | 7          | Rit | 7   | 1   | Rit | Rit | NC  | Rit | 6   | 7   | Rit | 1   | NC  | Rit | 218   |
| 4    | Citroën Total Abu Dhabi WRT | 8          | 5   | 5   | 8   | 5   | Rit | 5   | 8   | NC  | NC  | 5   | 5   | 8   | Rit | 218   |
| 4    | Citroën Total Abu Dhabi WRT | 9          |     |     |     | 7   |     | 8   | 6   | 4   | 5   | 2   | NC  | 6   | 6   | 218   |

| Colore  | Risultato                |
| ------- | ------------------------ |
| Oro     | Vincitore                |
| Argento | 2º posto                 |
| Bronzo  | 3º posto                 |
| Verde   | Finito a punti           |
| Blu     | Finito senza punti       |
| Blu     | Non classificato (NC)    |
| Viola   | Ritirato (Rit)           |
| Nero    | Squalificato (SQ)        |
| Nero    | Escluso (ES)             |
| Bianco  | Non ha gareggiato        |
| Bianco  | Iscrizione ritirata (WD) |
| Bianco  | Non partito (NP)         |
| Bianco  | Gara cancellata (C)      |

### Classifiche WRC Trophy
Possono partecipare al trofeo soltanto equipaggi che guidino una vettura di classe WRC in configurazione 2016 o precedente. Sono validi i migliori sei risultati ottenuti su sette appuntamenti disputabili.

#### Classifica piloti WRC Trophy
| Pos. | Pilota             | MON | SWE | MEX | FRA | ARG | POR | ITA | POL | FIN | DEU | ESP | GBR | AUS | Punti |
| ---- | ------------------ | --- | --- | --- | --- | --- | --- | --- | --- | --- | --- | --- | --- | --- | ----- |
| 1    | Jourdan Serderidis | 1   |     |     |     |     |     |     | 2   |     | 2   | 3   | 1   | 1   | 126   |
| 2    | Valeriy Gorban     |     | 1   | 1   |     | Rit | Rit |     | 1   | Rit |     | 1   |     |     | 100   |
| 3    | Jean-Michel Raoux  |     |     |     |     |     | 2   | 2   | Rit |     | 1   | 2   |     |     | 79    |
| 4    | Martin Prokop      |     |     |     |     |     | 1   | 3   |     |     |     |     |     |     | 40    |
| 5    | Yazeed Al-Rajhi    |     |     |     |     |     |     | 1   |     |     |     |     | Rit |     | 25    |

| Colore  | Risultato                |
| ------- | ------------------------ |
| Oro     | Vincitore                |
| Argento | 2º posto                 |
| Bronzo  | 3º posto                 |
| Verde   | Finito a punti           |
| Blu     | Finito senza punti       |
| Blu     | Non classificato (NC)    |
| Viola   | Ritirato (Rit)           |
| Nero    | Squalificato (SQ)        |
| Nero    | Escluso (ES)             |
| Bianco  | Non ha gareggiato        |
| Bianco  | Iscrizione ritirata (WD) |
| Bianco  | Non partito (NP)         |
| Bianco  | Gara cancellata (C)      |

#### Classifica copiloti WRC Trophy
| Pos. | Copilota            | MON | SWE | MEX | FRA | ARG | POR | ITA | POL | FIN | DEU | ESP | GBR | AUS | Punti |
| ---- | ------------------- | --- | --- | --- | --- | --- | --- | --- | --- | --- | --- | --- | --- | --- | ----- |
| 1    | Frédéric Miclotte   | 1   |     |     |     |     |     |     |     |     | 2   | 3   | 1   | 1   | 108   |
| 2    | Sergei Larens       |     | 1   | 1   |     | Rit | Rit |     | 1   | Rit |     | 1   |     |     | 100   |
| 3    | Jan Tománek         |     |     |     |     |     | 1   | 3   |     |     |     |     |     |     | 40    |
| 4    | Laurent Magat       |     |     |     |     |     |     | 2   | Rit |     |     | 2   |     |     | 36    |
| 5    | Isabelle Galmiche   |     |     |     |     |     |     |     |     |     | 1   |     |     |     | 25    |
| 5    | Michael Orr         |     |     |     |     |     |     | 1   |     |     |     |     | Rit |     | 25    |
| 7    | Thomas Escartefigue |     |     |     |     |     | 2   |     |     |     |     |     |     |     | 18    |
| 7    | Lara Vanneste       |     |     |     |     |     |     |     | 2   |     |     |     |     |     | 18    |

| Colore  | Risultato                |
| ------- | ------------------------ |
| Oro     | Vincitore                |
| Argento | 2º posto                 |
| Bronzo  | 3º posto                 |
| Verde   | Finito a punti           |
| Blu     | Finito senza punti       |
| Blu     | Non classificato (NC)    |
| Viola   | Ritirato (Rit)           |
| Nero    | Squalificato (SQ)        |
| Nero    | Escluso (ES)             |
| Bianco  | Non ha gareggiato        |
| Bianco  | Iscrizione ritirata (WD) |
| Bianco  | Non partito (NP)         |
| Bianco  | Gara cancellata (C)      |

### Classifiche WRC-2
Per il WRC-2 valeva lo stesso sistema di punteggio del campionato principale; tuttavia erano validi soltanto i migliori sei risultati su sette appuntamenti validi, di cui tre obbligatori: Portogallo, Germania e Gran Bretagna.

#### Classifica piloti WRC-2
| Pos. | Pilota                   | MON | SWE | MEX | FRA | ARG | POR | ITA | POL  | FIN | DEU   | ESP | GBR | AUS | Punti |
| ---- | ------------------------ | --- | --- | --- | --- | --- | --- | --- | ---- | --- | ----- | --- | --- | --- | ----- |
| 1    | Pontus Tidemand          |     | 1   | 1   |     | 1   | 1   |     | (2)  |     | 3     |     | 1   |     | 140   |
| 2    | Eric Camilli             | 4   | 4   | 2   | (8) |     | 7   |     |      |     | 1     |     | 2   |     | 91    |
| 3    | Teemu Suninen            |     | 2   |     | 2   |     | 2   |     |      |     | 7     | 1   | 13  |     | 85    |
| 4    | Jan Kopecký              | 2   |     |     | (7) |     |     | 1   |      |     | 2     | 2   |     |     | 79    |
| 5    | Benito Guerra            |     |     | 3   |     | 3   | 11  |     | 4    |     | 9     | 3   |     |     | 59    |
| 6    | Ole Christian Veiby      |     | 3   |     | (5) |     |     | 2   | 1    |     |       |     | 16  |     | 58    |
| 7    | Quentin Gilbert          | 5   |     |     |     |     | Rit |     | 3    | 2   | 4     |     |     |     | 55    |
| 8    | Simone Tempestini        |     |     |     | 4   |     | 3   |     | (10) | 5   | 6     | 5   | 20  |     | 55    |
| 9    | Andreas Mikkelsen        | 1   |     |     | 1   |     | Rit |     |      |     |       |     |     |     | 50    |
| 10   | Pierre-Louis Loubet      |     | Rit |     | 6   |     | 10  | 5   |      | 7   | 5     |     | 8   |     | 39    |
| 11   | Gus Greensmith           |     | 5   |     |     |     | 6   |     | 7    | 8   | (Rit) | 13  | 6   |     | 36    |
| 12   | Tom Cave                 |     |     |     |     |     |     |     |      | 3   |       |     | 3   |     | 30    |
| 13   | Łukasz Pieniążek         |     |     |     | 10  |     | 5   | 6   | (11) |     | 12    | 6   | 9   |     | 29    |
| 14   | Yohan Rossel             |     |     |     | 3   |     | 16  | 4   |      |     | 15    |     |     |     | 27    |
| 15   | Kalle Rovanperä          |     |     |     |     |     |     |     |      |     |       |     | 15  | 1   | 25    |
| 16   | Jari Huttunen            |     |     |     |     |     |     |     |      | 1   |       |     |     |     | 25    |
| 17   | Juuso Nordgren           |     |     |     |     |     |     |     |      | 9   |       | 4   | 5   |     | 24    |
| 18   | Emil Bergkvist           | 6   | 6   |     | 9   |     | Rit |     |      |     | 10    |     | Rit |     | 19    |
| 19   | Juan Carlos Alonso       |     |     |     |     | 2   |     |     |      |     |       |     |     |     | 18    |
| 20   | Pedro Heller             |     |     | 4   |     | Rit | 8   |     | 9    |     |       |     | 15  |     | 18    |
| 21   | Takamoto Katsuta         |     | 9   |     |     |     | 14  | 3   |      | Rit |       | 14  |     |     | 17    |
| 22   | Bryan Bouffier           | 3   |     |     | Rit |     |     |     |      |     |       |     |     |     | 15    |
| 23   | Gustavo Saba             |     |     |     |     | 4   |     |     |      |     |       |     |     |     | 12    |
| 23   | Miguel Campos            |     |     |     |     |     | 4   |     |      |     |       |     |     |     | 12    |
| 23   | Osyan Price              |     |     |     |     |     |     |     | Rit  | 4   |       |     |     |     | 12    |
| 23   | David Bogie              |     |     |     |     |     |     |     |      |     |       |     | 4   |     | 12    |
| 27   | Hubert Ptaszek           |     |     | Rit |     | 5   | 9   |     | Rit  |     |       |     |     |     | 12    |
| 28   | Yoann Bonato             | Rit |     |     | Rit |     | 15  |     | 5    |     | 13    | 10  | 11  |     | 11    |
| 29   | Raul Jeets               |     |     |     |     |     |     |     | Rit  | 6   |       |     | 12  |     | 8     |
| 30   | Wojciech Chuchała        |     |     |     |     |     |     |     | 6    |     |       |     |     |     | 8     |
| 31   | Andrea Crugnola          | 7   |     |     |     |     |     |     |      |     |       |     |     |     | 6     |
| 31   | Hiroki Arai              |     | 7   |     |     |     | Rit | Rit |      | Rit |       | Rit |     |     | 6     |
| 31   | Cristian García Martínez |     |     |     |     |     |     |     |      |     |       | 7   |     |     | 6     |
| 31   | Matt Edwards             |     |     |     |     |     |     |     |      |     |       |     | 7   |     | 6     |
| 35   | Fabio Andolfi            |     |     |     |     |     | 13  | Rit | 8    | Rit |       | 12  | 10  |     | 5     |
| 36   | Orhan Avcioglu           |     |     |     |     |     |     |     |      |     |       | 8   | 14  |     | 4     |
| 37   | Eyvind Brynildsen        |     | 8   |     |     |     |     |     |      |     |       |     | Rit |     | 4     |
| 37   | Marijan Griebel          |     |     |     |     |     |     |     |      |     | 8     |     |     |     | 4     |
| 39   | Jon Armstrong            |     |     |     |     |     |     |     |      |     | 14    | 9   |     |     | 2     |
| 40   | Jarosław Kołtun          |     | 10  |     |     |     |     |     | Rit  |     |       |     |     |     | 1     |
| 40   | Umberto Scandola         |     |     |     |     |     |     |     |      | 10  |       |     |     |     | 1     |

| Colore  | Risultato                |
| ------- | ------------------------ |
| Oro     | Vincitore                |
| Argento | 2º posto                 |
| Bronzo  | 3º posto                 |
| Verde   | Finito a punti           |
| Blu     | Finito senza punti       |
| Blu     | Non classificato (NC)    |
| Viola   | Ritirato (Rit)           |
| Nero    | Squalificato (SQ)        |
| Nero    | Escluso (ES)             |
| Bianco  | Non ha gareggiato        |
| Bianco  | Iscrizione ritirata (WD) |
| Bianco  | Non partito (NP)         |
| Bianco  | Gara cancellata (C)      |

#### Classifica copiloti WRC-2
| Pos. | Copilota              | MON | SWE   | MEX | FRA | ARG | POR | ITA | POL  | FIN | DEU   | ESP | GBR | AUS | Punti |
| ---- | --------------------- | --- | ----- | --- | --- | --- | --- | --- | ---- | --- | ----- | --- | --- | --- | ----- |
| 1    | Jonas Andersson       |     | 1     | 1   |     | 1   | 1   |     | (2)  |     | 3     |     | 1   |     | 140   |
| 2    | Benjamin Veillas      | 4   | 4     | 2   | 8   |     | (7) |     |      |     | 1     |     | 2   |     | 91    |
| 3    | Mikko Markkula        |     | 2     |     | 2   |     | 2   |     |      |     | 7     | 1   | 13  |     | 85    |
| 4    | Pavel Dresler         | 2   |       |     | 7   |     |     | 1   |      |     | 2     | 2   |     |     | 85    |
| 5    | Stig Rune Skjærmoen   |     | 3     |     | 5   |     |     | 2   | 1    |     |       |     | 16  |     | 58    |
| 6    | Renaud Jamoul         | 5   |       |     |     |     | Rit |     | 3    | 2   | 4     |     |     |     | 55    |
| 7    | Giovanni Bernacchini  |     |       |     | 4   |     | 3   |     | (10) | 5   | 6     | 5   | 20  |     | 55    |
| 8    | Anders Jæger          | 1   |       |     | 1   |     | Rit |     |      |     |       |     |     |     | 50    |
| 9    | Daniel Cuè            |     |       |     |     | 3   | 11  |     | 4    |     | 9     | 3   |     |     | 44    |
| 10   | Vincent Landais       |     | (Rit) |     | 6   |     | 10  | 5   |      | 7   | 5     |     | 8   |     | 39    |
| 11   | Craig Parry           |     | 5     |     |     |     | 6   |     | 7    | 8   | (Rit) | 13  | 6   |     | 36    |
| 12   | James Morgan          |     |       |     |     |     |     |     |      | 3   |       |     | 3   |     | 30    |
| 13   | Przemysław Mazur      |     |       |     | 10  |     | 5   | 6   | (11) |     | 12    | 6   | 9   |     | 29    |
| 14   | Benoît Fulcrand       |     |       |     | 3   |     | 16  | 4   |      |     | 15    |     |     |     | 27    |
| 15   | Jonne Halttunen       |     |       |     |     |     |     |     |      |     |       |     | 15  | 1   | 25    |
| 16   | Antti Linnaketo       |     |       |     |     |     |     |     |      | 1   |       |     |     |     | 25    |
| 17   | Tapio Suominen        |     |       |     |     |     |     |     |      |     |       | 4   | 5   |     | 22    |
| 18   | Matias Mercadal       |     |       |     |     | 2   |     |     |      |     |       |     |     |     | 18    |
| 19   | Pablo Olmos           |     |       | 4   |     | Rit | 8   |     | 9    |     |       |     | 18  |     | 18    |
| 20   | Joakim Sjöberg        | 6   | 6     |     | 9   |     | Rit |     |      |     |       |     |     |     | 18    |
| 21   | Marko Salminen        |     | 9     |     |     |     | 12  | 3   |      | Rit |       | 14  |     |     | 17    |
| 22   | Denis Giraudet        | 3   |       |     | Rit |     |     |     |      |     |       |     |     |     | 15    |
| 22   | Borja Rozada          |     |       | 3   |     |     |     |     |      |     |       |     |     |     | 15    |
| 24   | Fernando Mussano      |     |       |     |     | 4   |     |     |      |     |       |     |     |     | 12    |
| 24   | António Costa         |     |       |     |     |     | 4   |     |      |     |       |     |     |     | 12    |
| 24   | Dale Furniss          |     |       |     |     |     |     |     | Rit  | 4   |       |     |     |     | 12    |
| 24   | Kevin Rae             |     |       |     |     |     |     |     |      |     |       |     | 4   |     | 12    |
| 28   | Maciej Szczepaniak    |     |       | Rit |     | 5   | 9   |     | Rit  |     |       |     |     |     | 12    |
| 29   | Benjamin Boulloud     | Rit |       |     | Rit |     | 15  |     | 5    |     | 13    | 10  | 11  |     | 11    |
| 30   | Kuldar Sikk           |     |       |     |     |     |     |     | Rit  | 6   |       |     | 12  |     | 8     |
| 31   | Sebastian Rozwadowski |     |       |     |     |     |     |     | 6    |     |       |     |     |     | 8     |
| 32   | Michele Ferrara       | 7   |       |     |     |     |     |     |      | 10  |       |     |     |     | 7     |
| 33   | Glenn Macneall        |     | 7     |     |     |     | Rit | Rit |      | Rit |       | Rit |     |     | 6     |
| 33   | Pablo Marcos          |     |       |     |     |     |     |     |      |     |       | 7   |     |     | 6     |
| 33   | Patrick Walsh         |     |       |     |     |     |     |     |      |     |       |     | 7   |     | 6     |
| 36   | Manuel Fenoli         |     |       |     |     |     | 13  | Rit | 8    | Rit |       |     |     |     | 4     |
| 37   | Burcin Korkmaz        |     |       |     |     |     |     |     |      |     |       | 8   | 14  |     | 4     |
| 38   | Anders Fredriksson    |     | 8     |     |     |     |     |     |      |     |       |     | Rit |     | 4     |
| 39   | Noel O'Sullivan       |     |       |     |     |     |     |     |      |     | 14    | 9   |     |     | 2     |
| 40   | Mikael Korhonen       |     |       |     |     |     |     |     |      | 9   |       |     |     |     | 2     |
| 41   | Simone Scattolin      |     |       |     |     |     |     |     |      |     |       | 12  | 10  |     | 1     |
| 42   | Ireneusz Pleskot      |     | 10    |     |     |     |     |     | Rit  |     |       |     |     |     | 1     |
| 42   | Ola Fløene            |     |       |     |     |     |     |     |      |     | 10    |     | Rit |     | 1     |

| Colore  | Risultato                |
| ------- | ------------------------ |
| Oro     | Vincitore                |
| Argento | 2º posto                 |
| Bronzo  | 3º posto                 |
| Verde   | Finito a punti           |
| Blu     | Finito senza punti       |
| Blu     | Non classificato (NC)    |
| Viola   | Ritirato (Rit)           |
| Nero    | Squalificato (SQ)        |
| Nero    | Escluso (ES)             |
| Bianco  | Non ha gareggiato        |
| Bianco  | Iscrizione ritirata (WD) |
| Bianco  | Non partito (NP)         |
| Bianco  | Gara cancellata (C)      |

#### Classifica squadre WRC-2
| Pos. | Squadra                      | MON | SWE | MEX | FRA | ARG | POR | ITA   | POL | FIN   | DEU | ESP | GBR | AUS | Punti |
| ---- | ---------------------------- | --- | --- | --- | --- | --- | --- | ----- | --- | ----- | --- | --- | --- | --- | ----- |
| 1    | Škoda Motorsport             | 1   | 1   | 1   | (1) | (1) | 1   |       |     |       | 2   |     | 1   |     | 143   |
| 2    | M-Sport World Rally Team     | (3) | 2   | 2   | 2   |     | 2   |       |     |       | 1   |     | 2   |     | 115   |
| 6    | Škoda Motorsport II          |     |     |     |     |     |     | 1     | 2   |       |     | 1   | 4   |     | 80    |
| 3    | Gekon Racing                 |     |     |     | 3   |     | 3   |       | (5) | 3     | 3   | 3   | 13  |     | 75    |
| 5    | Motorsport Italia            | NP  |     | 3   |     | 2   | 6   |       | (3) |       | 5   | 2   |     |     | 69    |
| 6    | Printsport                   |     | 3   |     | (4) |     |     | 2     | 1   |       |     |     | 5   |     | 68    |
| 7    | Trt Peugeot World Rally Team |     |     |     | 5   |     | 4   | 4     | (6) |       | 7   | 4   |     |     | 52    |
| 8    | Adapta Motorsport AS         |     | 5   |     |     |     |     |       |     | 1     | 6   |     |     |     | 43    |
| 9    | Drive DMACK Team             |     |     |     |     |     | 7   |       | Rit | 2     | 8   | 6   |     |     | 36    |
| 10   | Tommi Mäkinen Racing         |     | 4   |     |     |     | 8   | 3     |     | (Rit) |     | 9   |     |     | 31    |
| 11   | Aci Team Italia              |     |     |     | Rit |     | 8   | (Rit) | 4   | (Rit) |     | 8   | 6   |     | 28    |
| 12   | Gemini Clinic Rally Team     | 2   |     |     | Rit |     |     |       |     |       |     | 7   | 10  |     | 25    |
| 13   | ORLEN Team                   |     |     | Rit |     | 3   | 5   |       | Rit |       |     |     |     |     | 25    |
| 14   | Tehase Auto                  |     |     |     |     |     |     |       | Rit | 4     |     |     | 7   |     | 18    |
| 15   | Styllex Motorsport           |     |     |     | Rit |     |     |       |     |       | Rit |     | 3   |     | 15    |
| 16   | C-Rally                      |     | 6   |     |     |     |     |       | Rit |       |     |     | 8   |     | 12    |
| 17   | TGS Worldwide                |     |     |     |     |     |     |       |     | 5     |     |     |     |     | 10    |
| 18   | S.A. Motorsport Italia Srl   |     |     |     |     |     |     |       |     | 6     |     |     |     |     | 8     |
| 18   | Toksport World Rally Team    |     |     |     |     |     |     |       |     |       |     | 6   |     |     | 8     |

| Colore  | Risultato                |
| ------- | ------------------------ |
| Oro     | Vincitore                |
| Argento | 2º posto                 |
| Bronzo  | 3º posto                 |
| Verde   | Finito a punti           |
| Blu     | Finito senza punti       |
| Blu     | Non classificato (NC)    |
| Viola   | Ritirato (Rit)           |
| Nero    | Squalificato (SQ)        |
| Nero    | Escluso (ES)             |
| Bianco  | Non ha gareggiato        |
| Bianco  | Iscrizione ritirata (WD) |
| Bianco  | Non partito (NP)         |
| Bianco  | Gara cancellata (C)      |

### Classifiche WRC-3
Per il WRC-3 vale lo stesso sistema di punteggio degli altri campionati; tuttavia erano validi soltanto i migliori sei risultati su sette appuntamenti disponibili.

#### Classifica piloti WRC-3
| Pos. | Pilota            | MON | SWE | MEX | FRA | ARG | POR   | ITA | POL | FIN | DEU | ESP | GBR | AUS | Punti |
| ---- | ----------------- | --- | --- | --- | --- | --- | ----- | --- | --- | --- | --- | --- | --- | --- | ----- |
| 1    | Nil Solans        |     |     |     | 2   |     | 2     | 1   | 1   | 2   | (3) | 1   |     |     | 129   |
| 2    | Raphaël Astier    | 1   |     |     | 1   |     | (Rit) |     | 11  |     | 2   | 2   | 1   |     | 111   |
| 3    | Nicolas Ciamin    |     |     |     | 3   |     | (Rit) | 2   | 4   | 1   | 5   | 6   |     |     | 88    |
| 4    | Julius Tannert    |     |     |     | 5   |     |       | 3   | 6   | 4   | 1   | 4   |     |     | 82    |
| 5    | Dennis Rådström   |     |     |     | 6   |     |       | 5   | 2   | 3   |     | 5   |     |     | 61    |
| 6    | Terry Folb        |     |     |     | 4   |     |       | 4   | 5   | Rit | 6   | 3   |     |     | 57    |
| 7    | Enrico Brazzoli   | Rit |     |     |     |     | 3     | 8   |     |     | 4   |     | 2   |     | 49    |
| 8    | Francisco Name    |     |     |     |     |     | 1     | Rit | 8   |     |     |     |     |     | 29    |
| 8    | Dillon Van Way    |     |     |     | 9   |     |       | 7   | 7   | 5   |     |     |     |     | 24    |
| 10   | Luca Panzani      | 2   |     |     |     |     |       |     |     |     |     |     |     |     | 18    |
| 11   | Jakub Brzeziński  |     |     |     | 10  |     | Rit   | Rit | 3   |     |     |     |     |     | 16    |
| 12   | Charles Martin    | 3   |     |     |     |     |       |     |     |     |     |     |     |     | 15    |
| 13   | Robert Duggan     |     |     |     | 7   |     |       | 6   |     |     |     |     |     |     | 14    |
| 14   | Surhayen Pernía   | 4   |     |     |     |     |       |     |     |     |     |     |     |     | 12    |
| 15   | Sebastian Careaga |     |     |     | 8   |     |       | 9   | 9   |     |     |     |     |     | 8     |
| 16   | Emil Lindholm     |     |     |     |     |     |       |     | 10  | Rit |     |     |     |     | 1     |

| Colore  | Risultato                |
| ------- | ------------------------ |
| Oro     | Vincitore                |
| Argento | 2º posto                 |
| Bronzo  | 3º posto                 |
| Verde   | Finito a punti           |
| Blu     | Finito senza punti       |
| Blu     | Non classificato (NC)    |
| Viola   | Ritirato (Rit)           |
| Nero    | Squalificato (SQ)        |
| Nero    | Escluso (ES)             |
| Bianco  | Non ha gareggiato        |
| Bianco  | Iscrizione ritirata (WD) |
| Bianco  | Non partito (NP)         |
| Bianco  | Gara cancellata (C)      |

#### Classifica copiloti WRC-3
| Pos. | Copilota            | MON | SWE | MEX | FRA | ARG | POR   | ITA | POL | FIN | DEU | ESP | GBR | AUS | Punti |
| ---- | ------------------- | --- | --- | --- | --- | --- | ----- | --- | --- | --- | --- | --- | --- | --- | ----- |
| 1    | Miquel Ibáñez Sotos |     |     |     | 2   |     | 2     | 1   | 1   | 2   | (3) | 1   |     |     | 144   |
| 2    | Frédéric Vauclare   | 1   |     |     | 1   |     | (Rit) |     | 11  |     | 2   | 2   | 1   |     | 111   |
| 3    | Thibault de la Haye |     |     |     | 3   |     | (Rit) | 2   | 4   | 1   | 5   | 6   |     |     | 88    |
| 4    | Jürgen Heigl        |     |     |     | 5   |     |       | 3   | 6   | 4   | 1   | 4   |     |     | 82    |
| 5    | Johan Johansson     |     |     |     | 6   |     |       | 5   | 2   | 3   |     | 5   |     |     | 61    |
| 6    | Christopher Guieu   |     |     |     | 4   |     |       | 4   | 5   | Rit | 6   | 3   |     |     | 57    |
| 7    | Maurizio Barone     | Rit |     |     |     |     | 3     |     |     |     | 4   |     | 2   |     | 45    |
| 8    | Armando Zapata      |     |     |     |     |     | 1     | Rit | 8   |     |     |     |     |     | 29    |
| 9    | Dai Roberts         |     |     |     | 9   |     |       | 7   | 7   | 5   |     |     |     |     | 24    |
| 10   | Federico Grilli     | 2   |     |     |     |     |       |     |     |     |     |     |     |     | 18    |
| 11   | Mathieu Duval       | 3   |     |     |     |     |       |     |     |     |     |     |     |     | 15    |
| 11   | Robert Hundla       |     |     |     |     |     | Rit   | Rit | 3   |     |     |     |     |     | 15    |
| 13   | Rogelio Peñate      | 4   |     |     |     |     |       |     |     |     |     |     |     |     | 12    |
| 14   | Tom Woodburn        |     |     |     |     |     |       | 6   |     |     |     |     |     |     | 8     |
| 15   | Gerard Conway       |     |     |     | 7   |     |       |     |     |     |     |     |     |     | 6     |
| 16   | Claudio Bustos      |     |     |     | 8   |     |       |     |     |     |     |     |     |     | 4     |
| 16   | Enrico Ghietti      |     |     |     |     |     |       | 8   |     |     |     |     |     |     | 4     |
| 18   | Rodrigo Sanjuan     |     |     |     |     |     |       | 9   | 9   |     |     |     |     |     | 4     |
| 19   | Szymon Marciniak    |     |     |     | 10  |     |       |     |     |     |     |     |     |     | 1     |
| 19   | Tomi Tuominen       |     |     |     |     |     |       |     | 10  | Rit |     |     |     |     | 1     |

| Colore  | Risultato                |
| ------- | ------------------------ |
| Oro     | Vincitore                |
| Argento | 2º posto                 |
| Bronzo  | 3º posto                 |
| Verde   | Finito a punti           |
| Blu     | Finito senza punti       |
| Blu     | Non classificato (NC)    |
| Viola   | Ritirato (Rit)           |
| Nero    | Squalificato (SQ)        |
| Nero    | Escluso (ES)             |
| Bianco  | Non ha gareggiato        |
| Bianco  | Iscrizione ritirata (WD) |
| Bianco  | Non partito (NP)         |
| Bianco  | Gara cancellata (C)      |

#### Classifica squadre WRC-3
| Pos. | Squadra           | MON | SWE | MEX | FRA | ARG | POR | ITA | POL | FIN | DEU | ESP | GBR | AUS | Punti |
| ---- | ----------------- | --- | --- | --- | --- | --- | --- | --- | --- | --- | --- | --- | --- | --- | ----- |
| 1    | Adac Sachsen E.V. |     |     |     | 1   |     |     | 1   | 2   | 1   | 1   | 1   |     |     | 143   |
| 2    | Go+Cars           |     |     |     | 2   |     | Rit | Rit | 1   |     |     |     |     |     | 43    |
| 3    | Name Rua Racing   |     |     |     |     |     | 1   | Rit | 3   |     |     |     |     |     | 40    |
| 4    | Renault Sport 2   | 1   |     |     |     |     |     |     |     |     |     |     |     |     | 25    |
| 5    | Renault Sport     | 2   |     |     |     |     |     |     |     |     |     |     |     |     | 18    |
| 6    | Cueks Racing      |     |     |     | 3   |     |     | Rit | SQ  |     |     |     |     |     | 15    |

| Colore  | Risultato                |
| ------- | ------------------------ |
| Oro     | Vincitore                |
| Argento | 2º posto                 |
| Bronzo  | 3º posto                 |
| Verde   | Finito a punti           |
| Blu     | Finito senza punti       |
| Blu     | Non classificato (NC)    |
| Viola   | Ritirato (Rit)           |
| Nero    | Squalificato (SQ)        |
| Nero    | Escluso (ES)             |
| Bianco  | Non ha gareggiato        |
| Bianco  | Iscrizione ritirata (WD) |
| Bianco  | Non partito (NP)         |
| Bianco  | Gara cancellata (C)      |

### Classifiche Junior WRC
Per il JWRC vale lo stesso sistema di punteggio degli altri campionati con l'aggiunta che ogni equipaggio totalizza un punto in più per ogni prova speciale vinta.

#### Classifica piloti JWRC
| Pos. | Pilota            | FRA | ITA | POL | FIN  | DEU | ESP | Punti |
| ---- | ----------------- | --- | --- | --- | ---- | --- | --- | ----- |
| 1    | Nil Solans        | 14  | 18  | 19  | 25   | 24  | 110 | 176   |
| 2    | Nicolas Ciamin    | 2   | 24  | 3   | 111  | 310 | 57  | 135   |
| 3    | Terry Folb        | 34  | 42  | 45  | Rit4 | 47  | 21  | 92    |
| 4    | Julius Tannert    | 4   | 3   | 5   | 41   | 1   | 3   | 90    |
| 5    | Dennis Rådström   | 5   | 51  | 26  | 34   |     | 41  | 77    |
| 6    | Dillon Van Way    | 8   | 7   | 6   | 5    | SQ  |     | 28    |
| 7    | Robert Duggan     | 6   | 64  | SQ  |      |     |     | 20    |
| 8    | Sebastian Careaga | 7   | 8   | 7   |      | SQ  |     | 16    |
| 9    | Emil Lindholm     |     |     | 84  | Rit1 |     |     | 5     |
| 10   | Miko Niinemäe     | 9   | Rit | SQ  |      |     |     | 2     |

#### Classifica copiloti JWRC
| Pos. | Copilota            | FRA | ITA | POL | FIN  | DEU | ESP | Punti |
| ---- | ------------------- | --- | --- | --- | ---- | --- | --- | ----- |
| 1    | Miquel Ibáñez Sotos | 14  | 18  | 19  | 25   | 24  | 110 | 176   |
| 2    | Thibault de La Haye | 2   | 24  | 3   | 111  | 310 | 57  | 135   |
| 3    | Christopher Guieu   | 34  | 42  | 45  | Rit4 | 47  | 21  | 92    |
| 4    | Jürgen Heigl        | 4   | 3   | 5   | 41   | 1   | 3   | 90    |
| 5    | Johan Johansson     | 5   | 51  | 26  | 34   |     | 41  | 77    |
| 6    | Dai Roberts         | 8   | 7   | 6   | 5    | SQ  |     | 28    |
| 7    | Tom Woodburn        |     | 64  | SQ  |      |     |     | 12    |
| 8    | Rodrigo Sanjuan     |     | 8   | 7   |      | SQ  |     | 10    |
| 9    | Gerard Conway       | 6   |     |     |      |     |     | 8     |
| 10   | Claudio Jose Bustos | 7   |     |     |      |     |     | 6     |
| 11   | Tomi Tuominen       |     |     | 81  | Rit1 |     |     | 6     |
| 12   | Martin Valter       | 9   | Rit | SQ  |      |     |     | 2     |

| \| Colore \| Risultato \| \| ------- \| ------------------------ \| \| Oro \| Vincitore \| \| Argento \| 2º posto \| \| Bronzo \| 3º posto \| \| Verde \| Finito a punti \| \| Blu \| Finito senza punti \| \| Blu \| Non classificato (NC) \| \| Viola \| Ritirato (Rit) \| \| Nero \| Squalificato (SQ) \| \| Nero \| Escluso (ES) \| \| Bianco \| Non ha gareggiato \| \| Bianco \| Iscrizione ritirata (WD) \| \| Bianco \| Non partito (NP) \| \| Bianco \| Gara cancellata (C) \| Note: x – Indica gli ulteriori punti conquistati in base al numero di prove speciali vinte |                          |
| Colore | Risultato                |
| Oro | Vincitore                |
| Argento | 2º posto                 |
| Bronzo | 3º posto                 |
| Verde | Finito a punti           |
| Blu | Finito senza punti       |
| Blu | Non classificato (NC)    |
| Viola | Ritirato (Rit)           |
| Nero | Squalificato (SQ)        |
| Nero | Escluso (ES)             |
| Bianco | Non ha gareggiato        |
| Bianco | Iscrizione ritirata (WD) |
| Bianco | Non partito (NP)         |
| Bianco | Gara cancellata (C)      |